# Lista gatunków z rodzaju traganek
Lista gatunków z rodzaju traganek Astragalus – lista gatunków rodzaju bylin należącego do podrodziny bobowatych właściwych (Faboideae) z rodziny bobowatych (Fabaceae). W bazie Plants of the World online w obrębie rodzaju wyróżniono 3044 zweryfikowane gatunki.
Wykaz gatunków
- Astragalus aaronii (Eig) Zohary
- Astragalus aaronsohnianus Eig

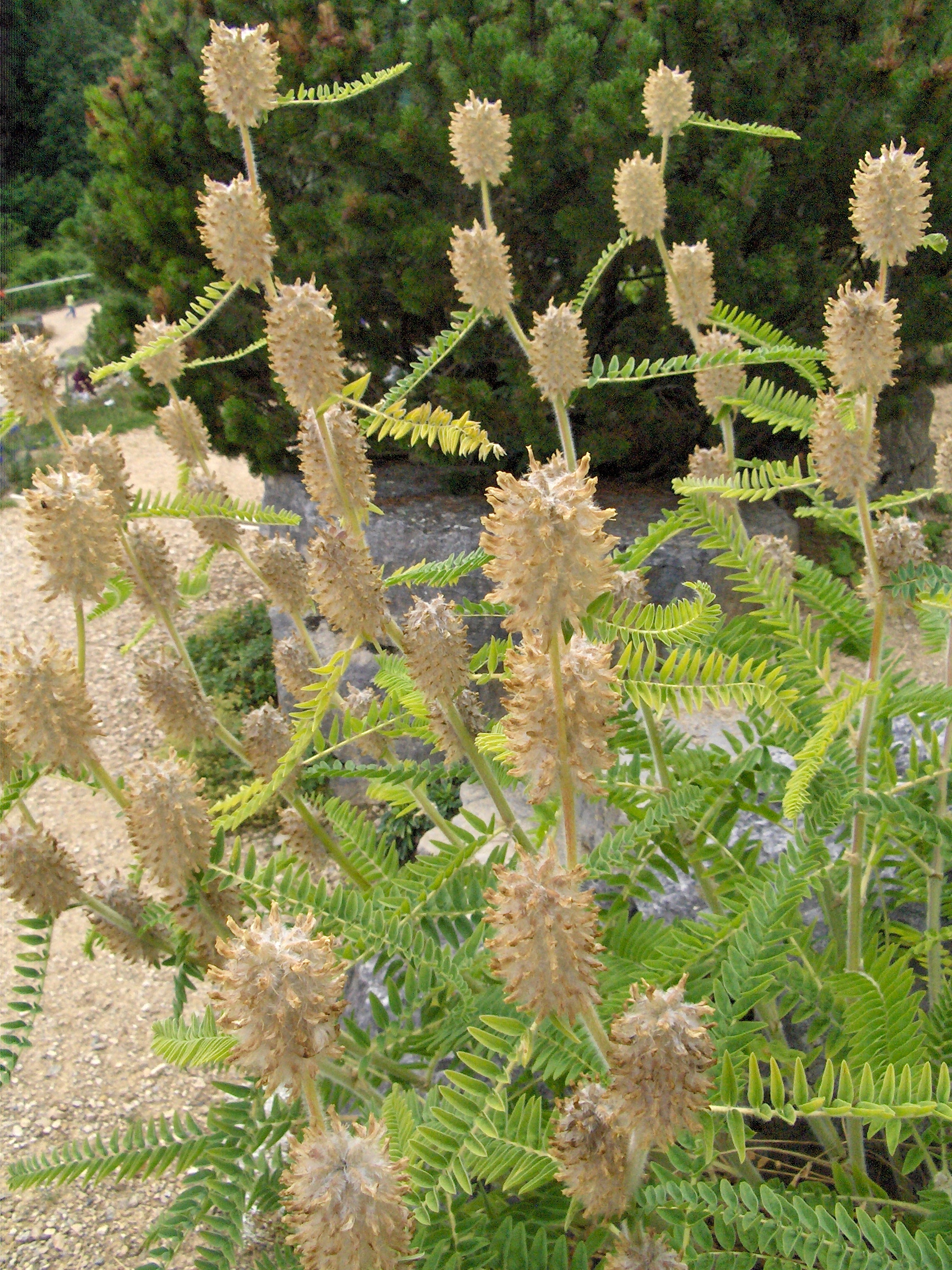
Astragalus alopecurus

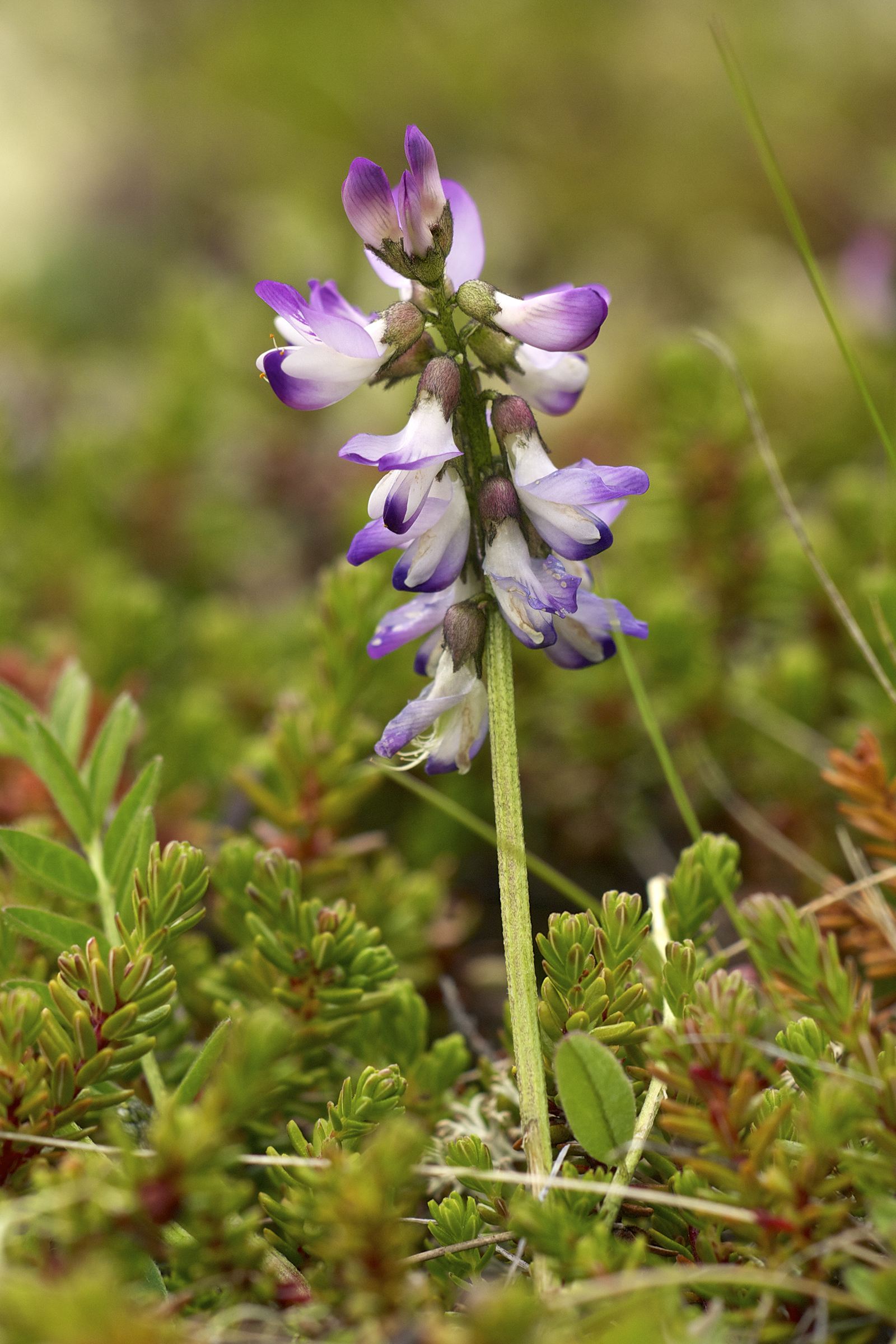
Astragalus alpinus

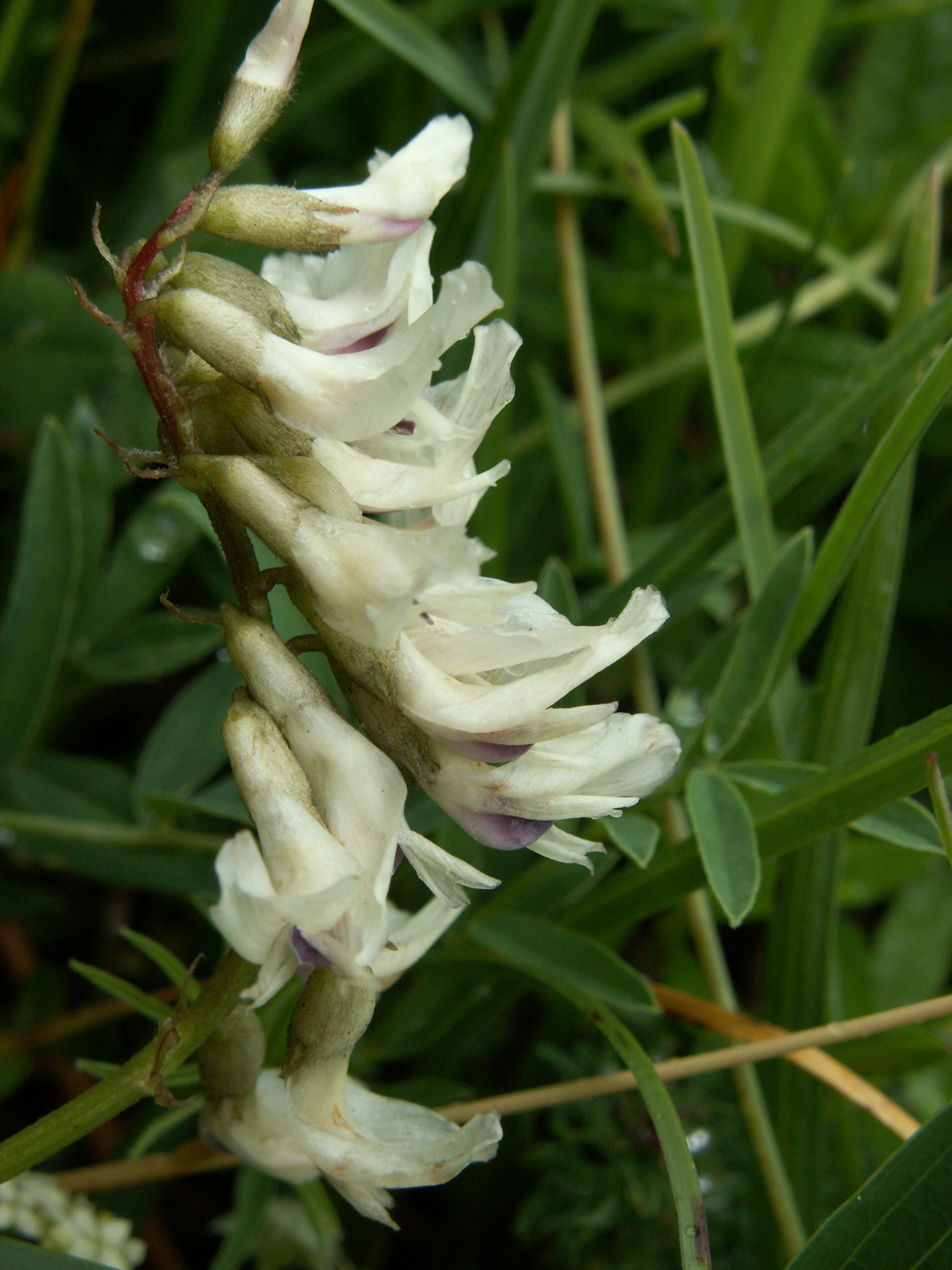
Astragalus australis

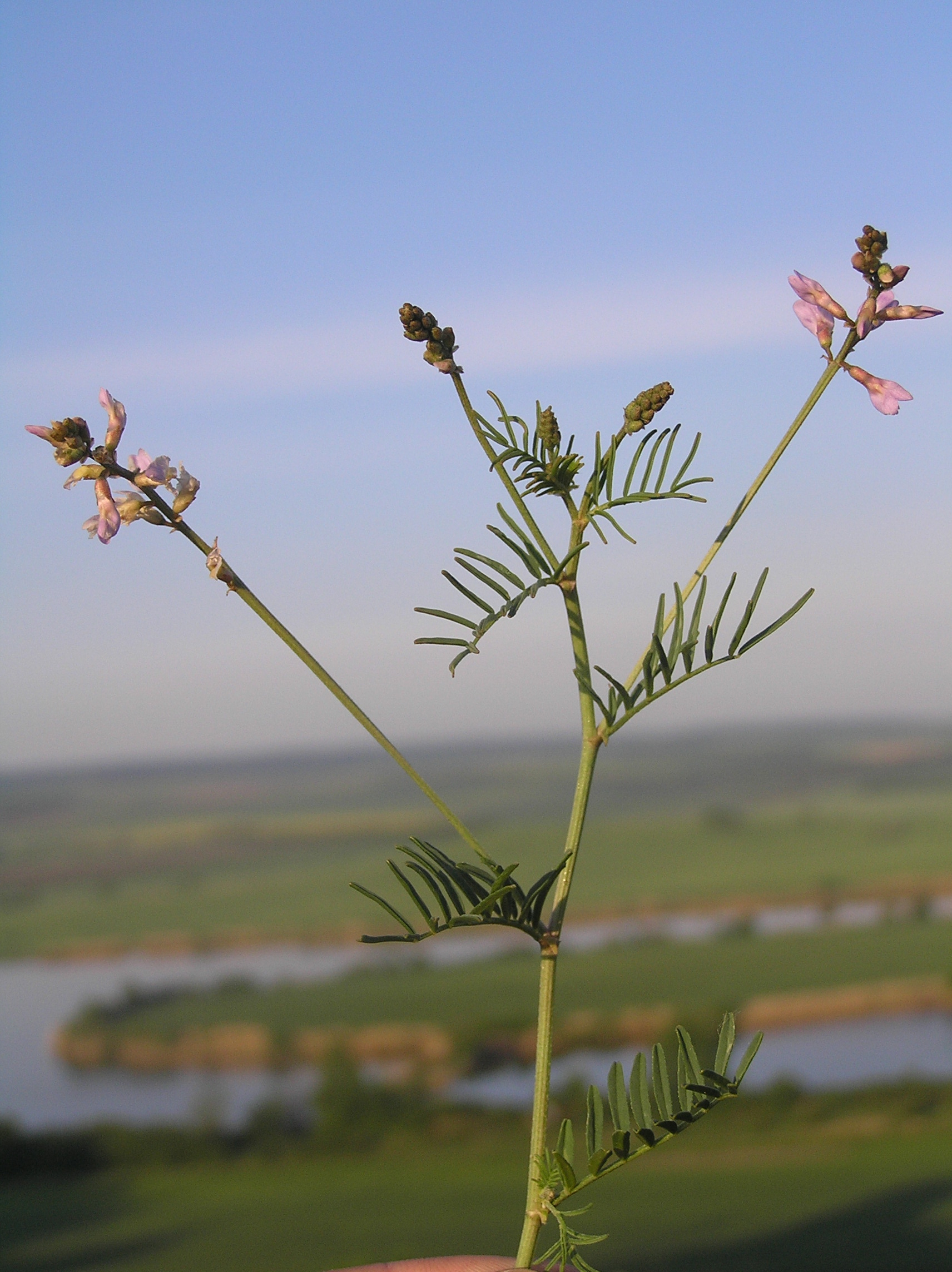
Astragalus austriacus

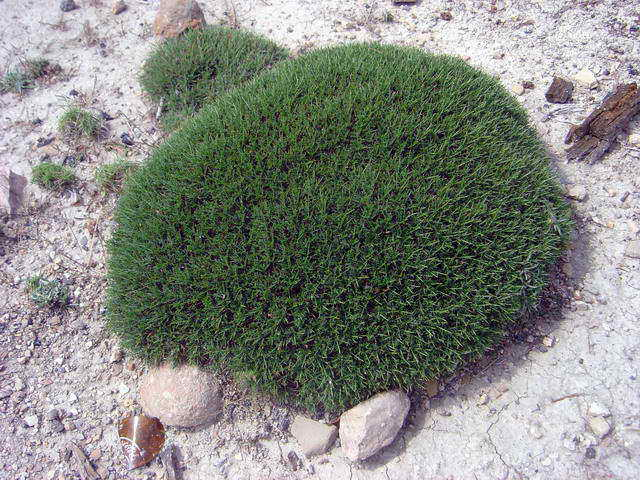
Astragalus balearicus

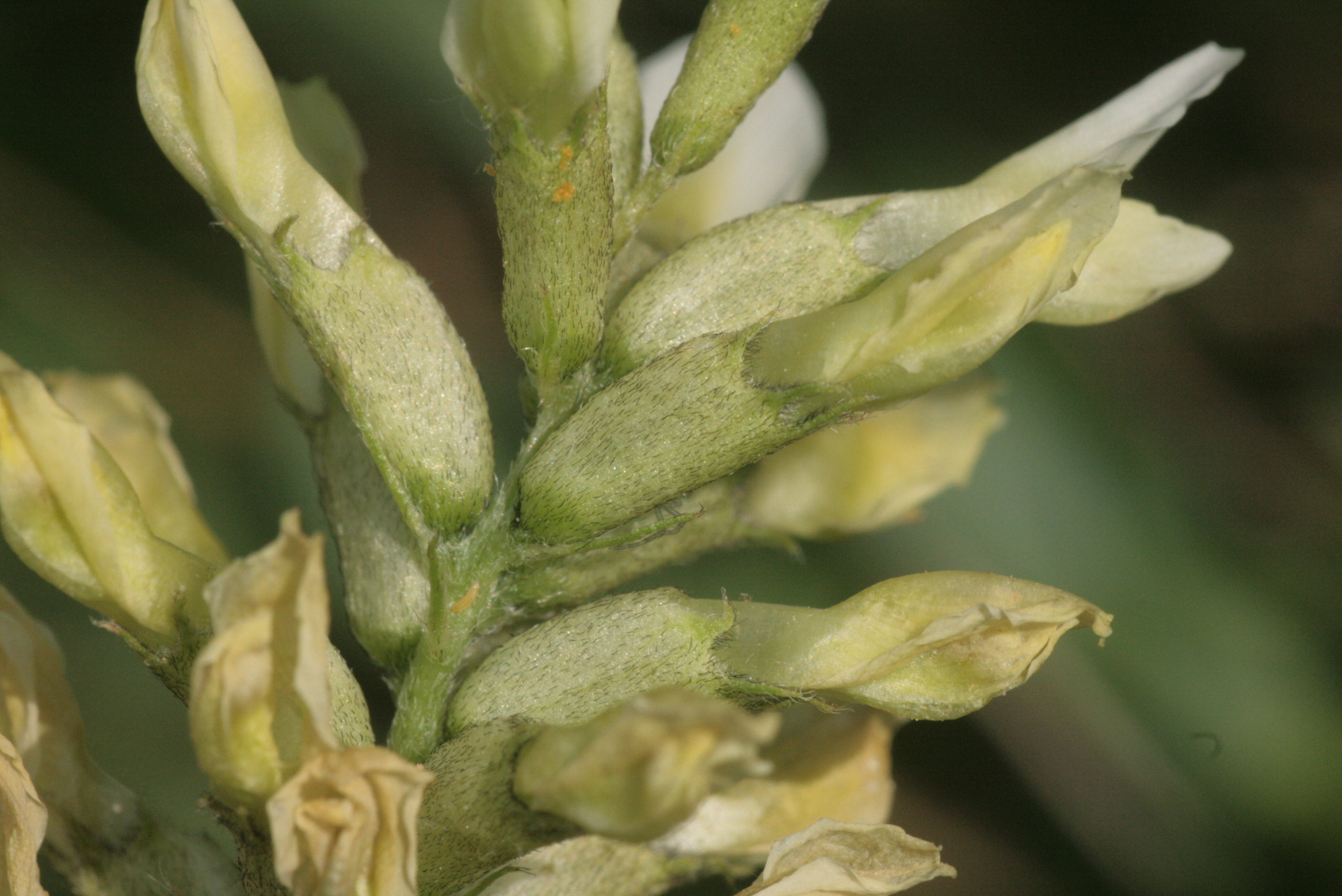
Astragalus cicer

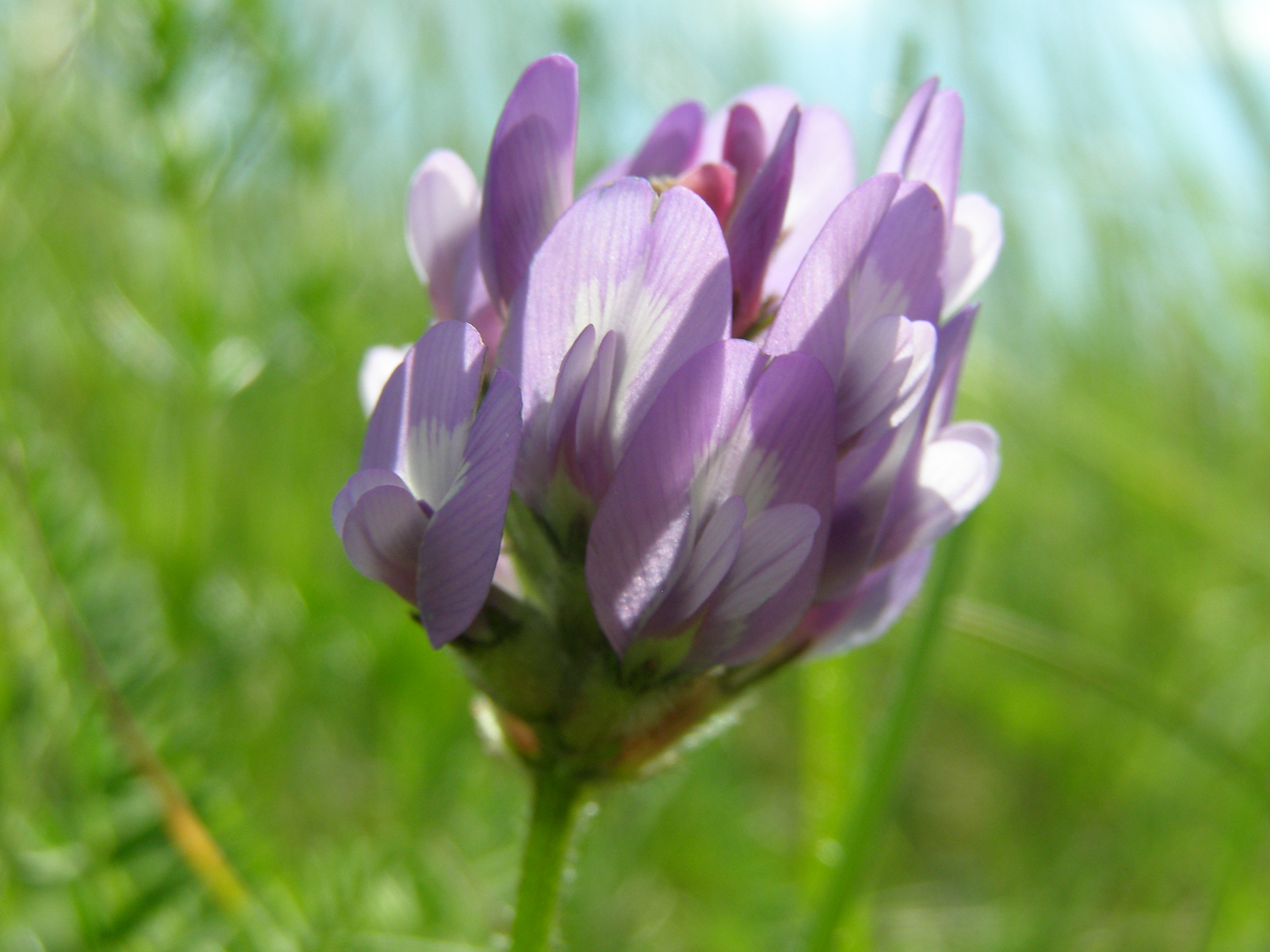
Astragalus danicus

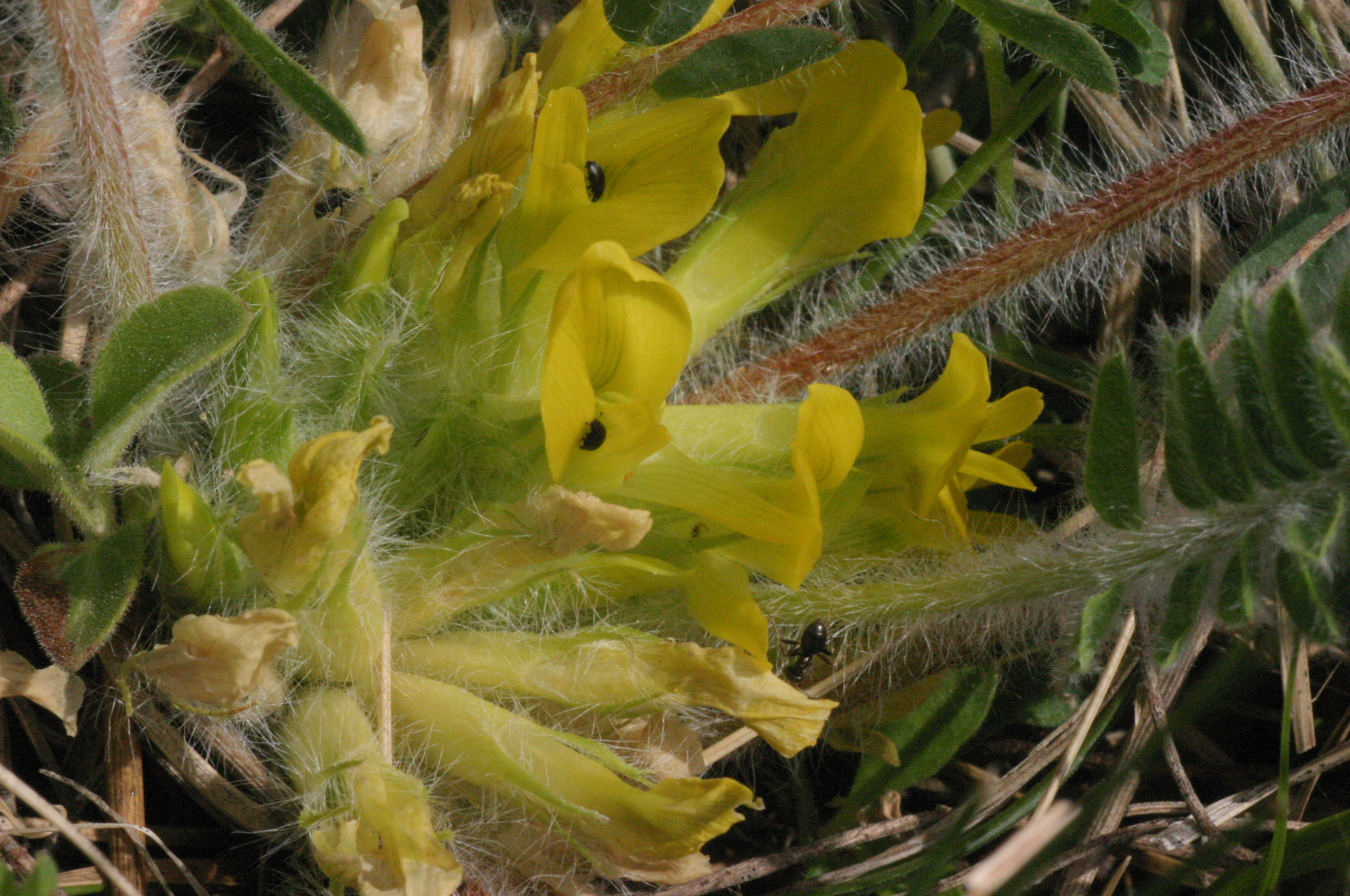
Astragalus exscapus

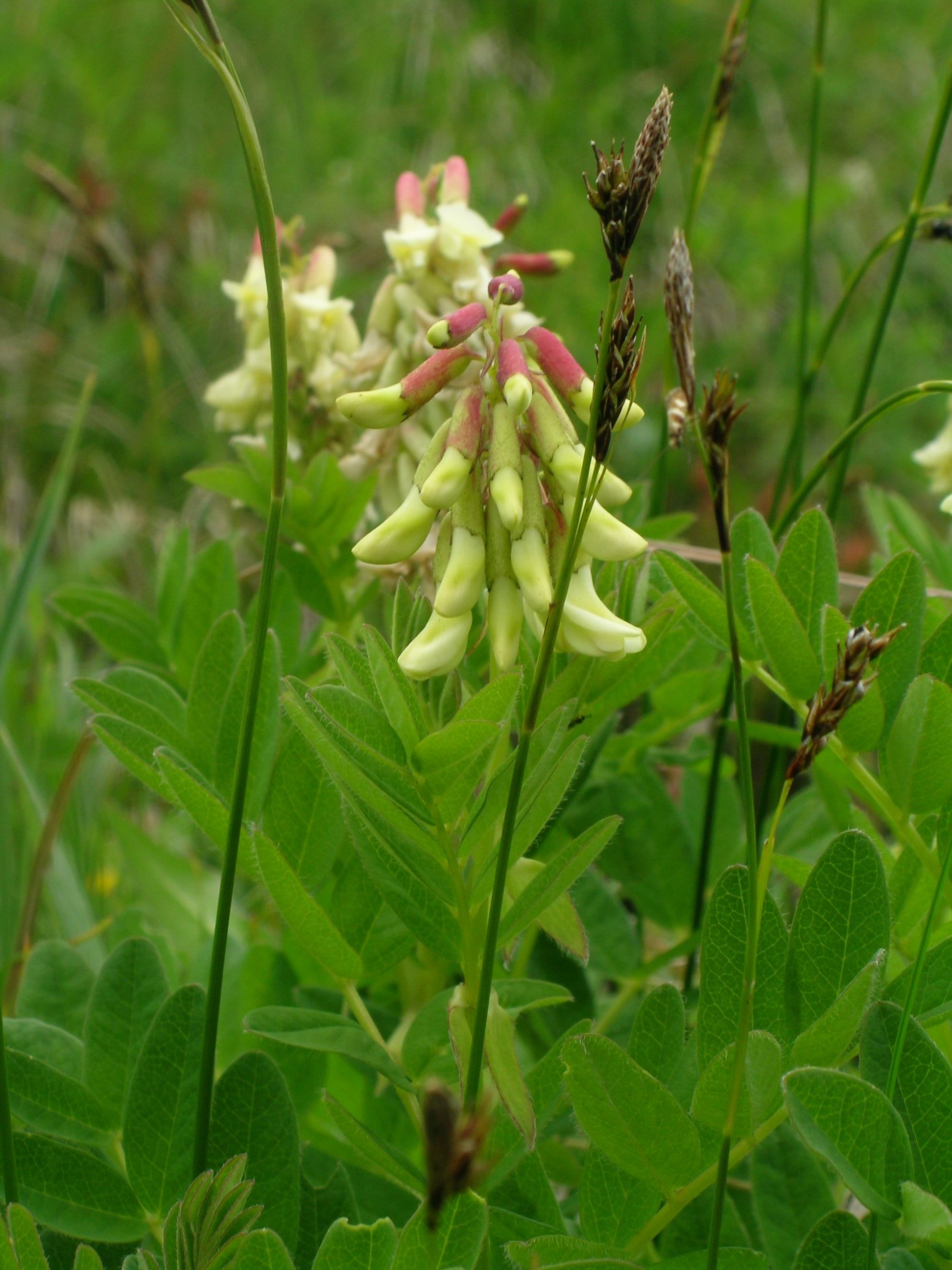
Astragalus frigidus

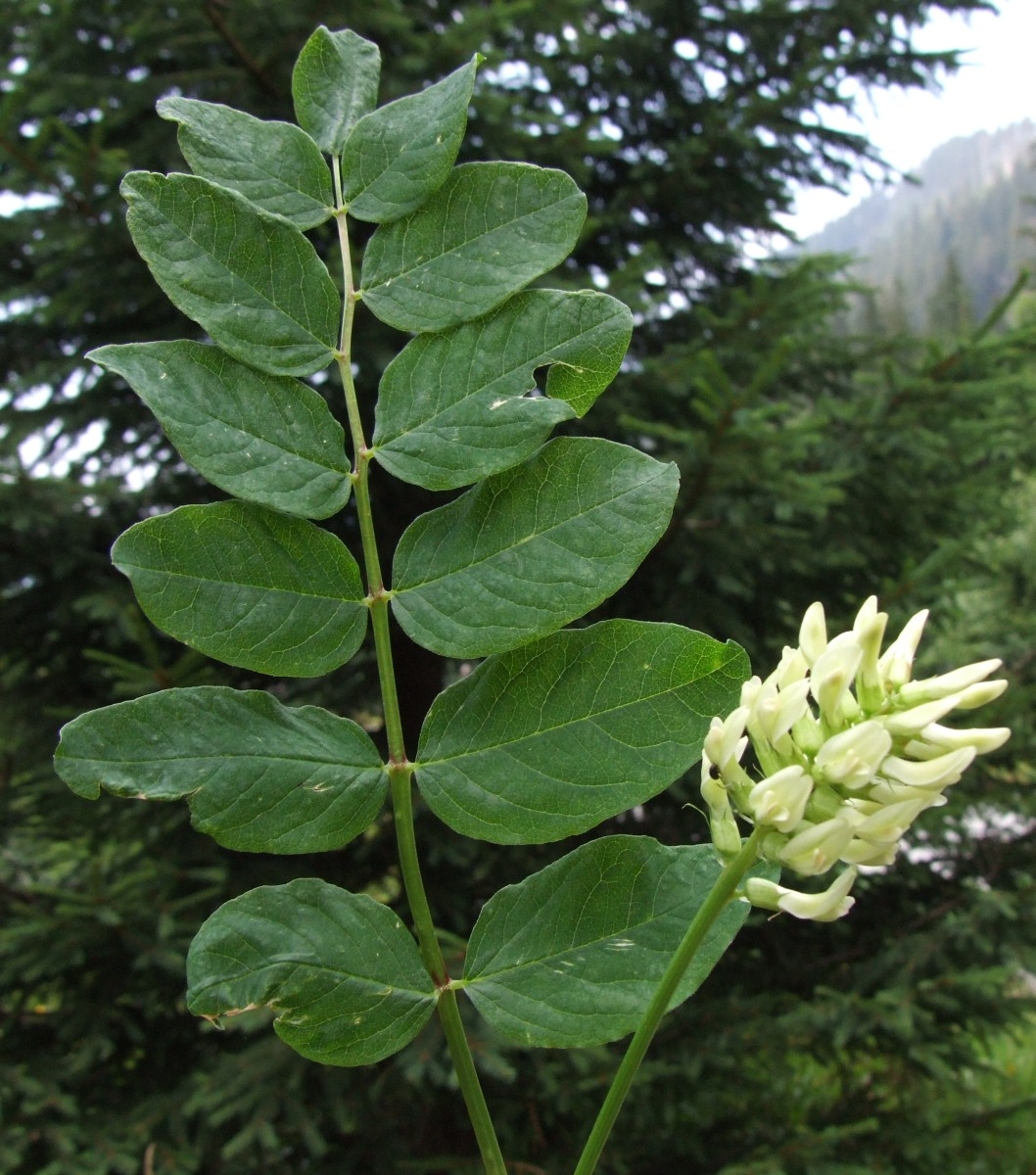
Astragalus glycyphyllos

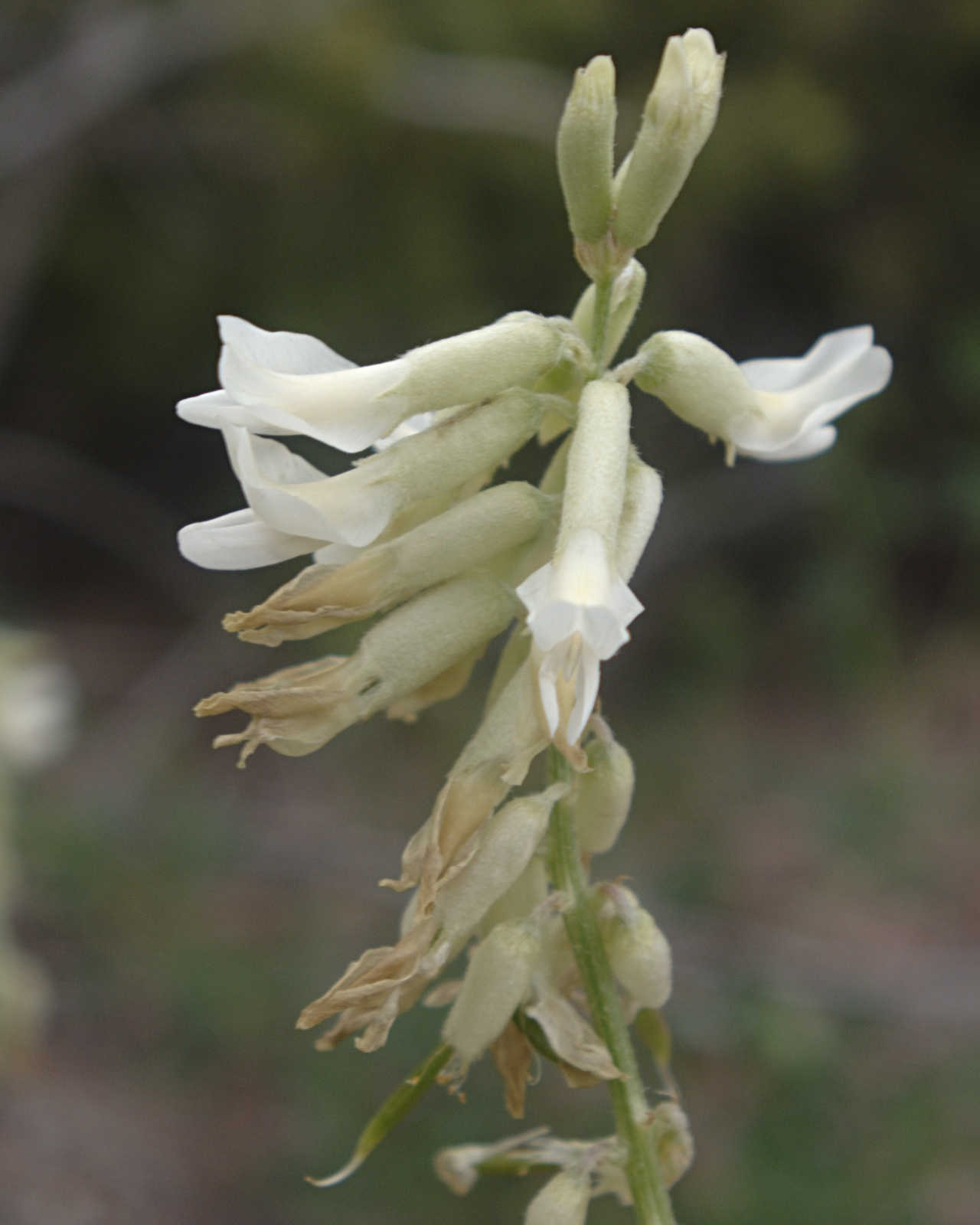
Astragalus lonchocarpus

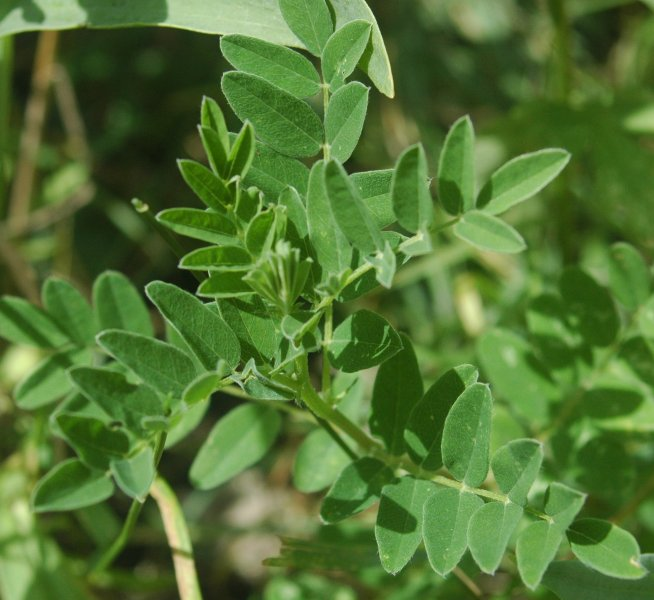
Astragalus membranaceus

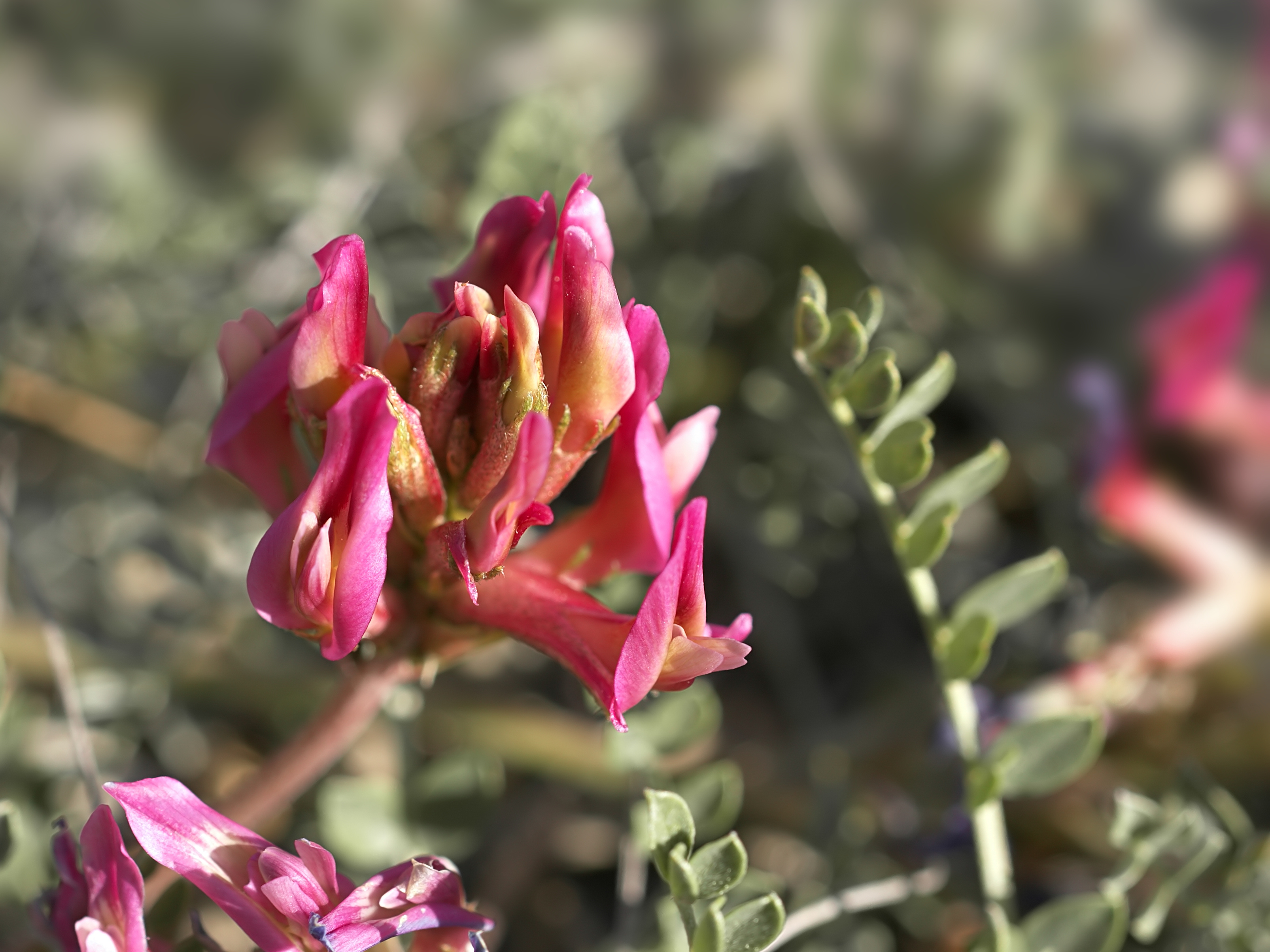
Astragalus monspessulanus

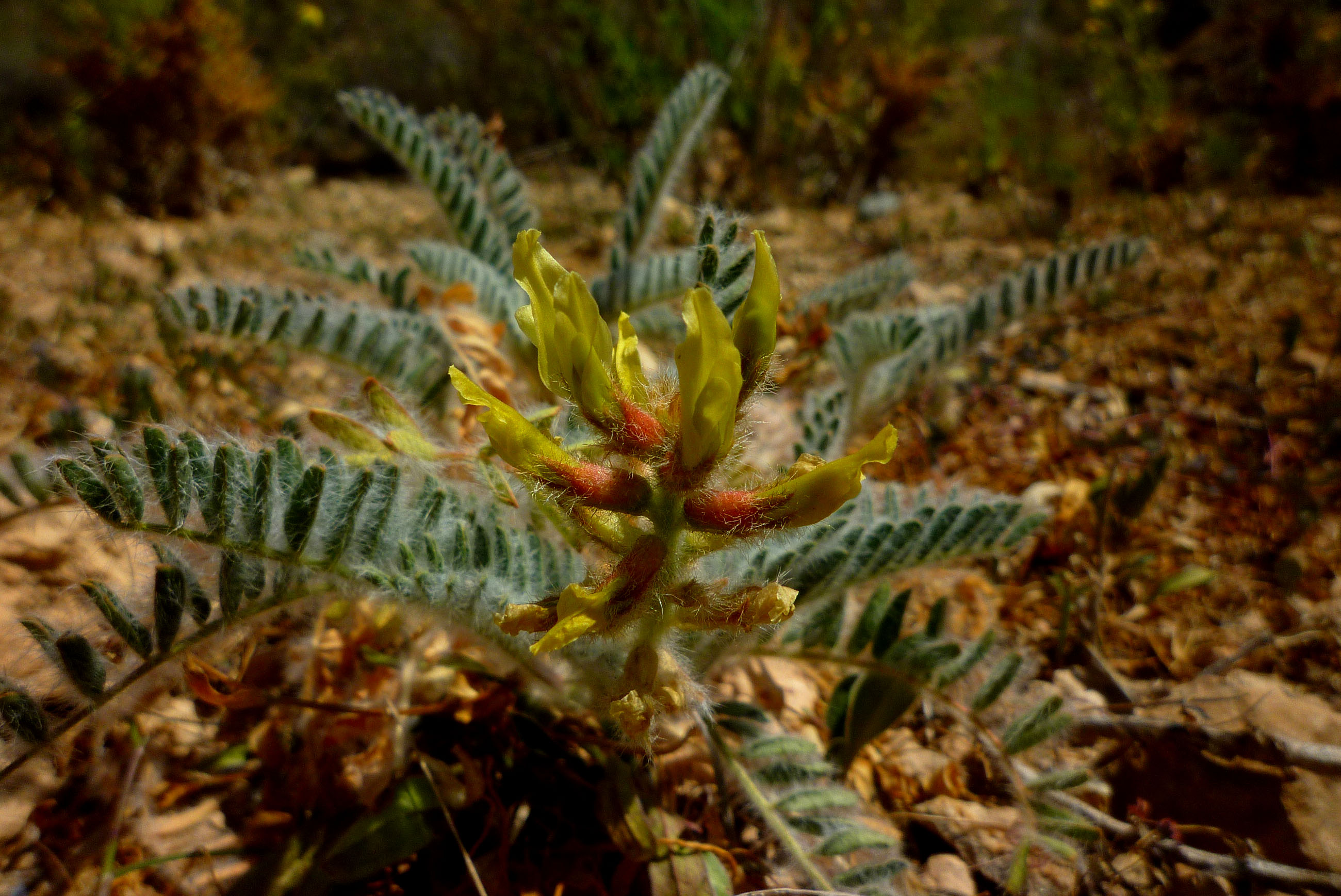
Astragalus nitidiflorus

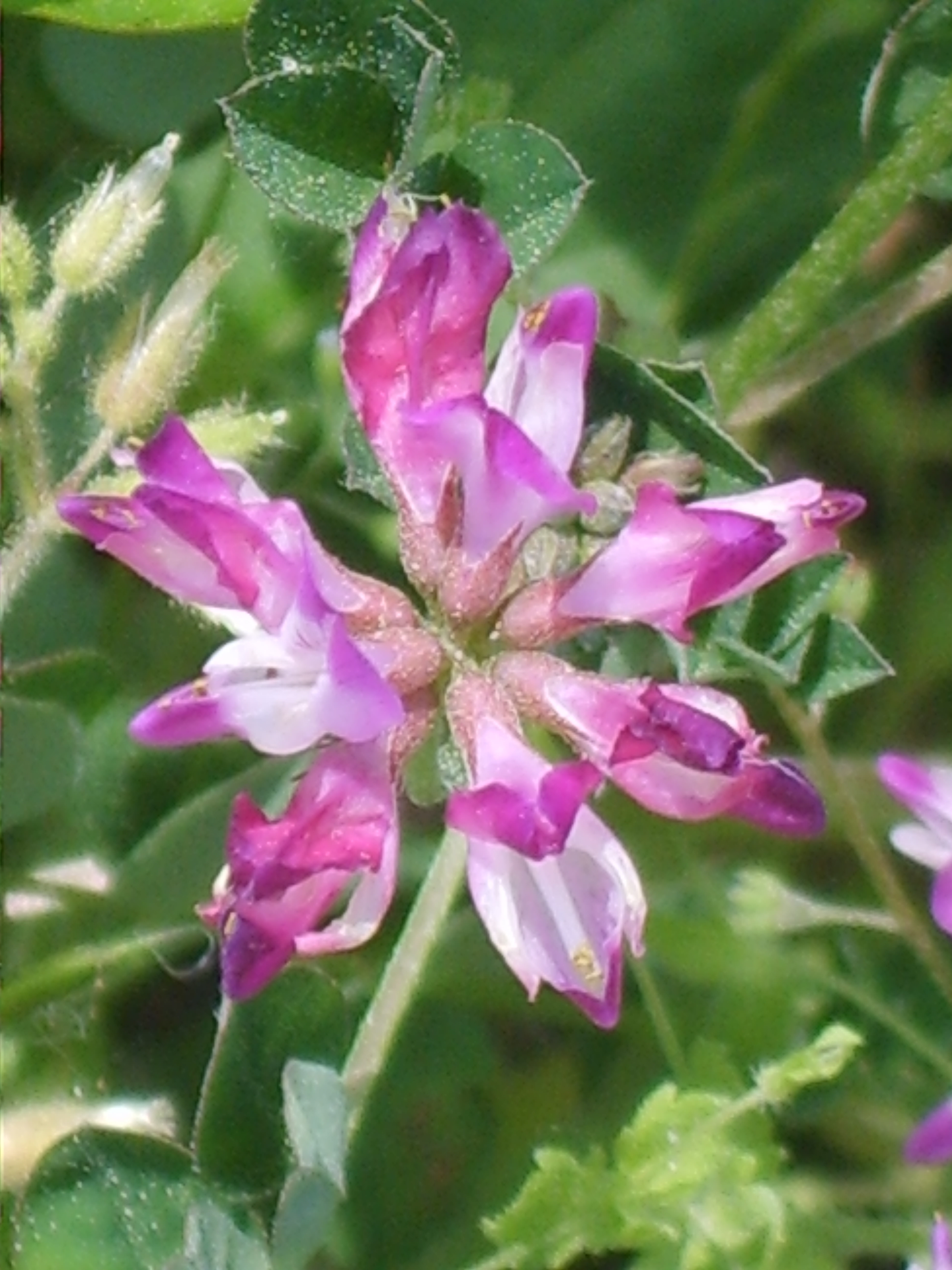
Astragalus sinicus

- Astragalus abadehensis Maassoumi & Podlech
- Astragalus abbreviatus Kar. & Kir.
- Astragalus aberrans Förther & Podlech
- Astragalus abharensis Maassoumi & Podlech
- Astragalus abnormalis Rech.f.
- Astragalus abolinii Popov
- Astragalus aboriginorum Richardson
- Astragalus absconditus Zarre & Podlech
- Astragalus absentivus Maassoumi
- Astragalus acanthocarpus Boriss.
- Astragalus acanthochristianopsis Rech.f. & Köie
- Astragalus acaulis Baker
- Astragalus acceptus Podlech & L.R.Xu
- Astragalus accidens S.Watson
- Astragalus acetabulosus C.C.Towns.
- Astragalus achundovii Grossh.
- Astragalus acicularis Bunge
- Astragalus ackerbergensis Freyn
- Astragalus ackermanii Barneby
- Astragalus acmonotrichus Fenzl
- Astragalus acmophylloides Grossh.
- Astragalus acmophyllus Bunge
- Astragalus acormosus Basil.
- Astragalus acutifolius Bunge
- Astragalus acutirostris S.Watson
- Astragalus adanus A.Nelson
- Astragalus adiyamanensis Podlech & Ekici
- Astragalus admirabilus Pjak & E.Pjak
- Astragalus adpreseipilosus  Gontsch.
- Astragalus adulterinus Podlech
- Astragalus adunciformis Boiss.
- Astragalus aduncus Willd.
- Astragalus adylovii F.O.Khass., Ergashev & Kadyrov
- Astragalus adzharicus Popov
- Astragalus aegobromus Boiss. & Hohen.
- Astragalus aemulans (Nevski) Gontsch.
- Astragalus aequalis Clokey
- Astragalus aestimabilis Podlech
- Astragalus aestivorum Podlech
- Astragalus affinis Podlech & Zarre
- Astragalus afghanomontanus  Širj. & Rech.f.
- Astragalus aflatunensis B.Fedtsch.
- Astragalus agassii Manden.
- Astragalus agnicidus Barneby
- Astragalus agraniotii Orph. ex Boiss.
- Astragalus agrestis Douglas ex G.Don
- Astragalus ahangarensis Zarre & Podlech
- Astragalus aharicus Maassoumi & Podlech
- Astragalus ahmad-parsae Maassoumi
- Astragalus ahmed-adlii Bornm. & Gauba
- Astragalus ahouicus Parsa
- Astragalus aintabicus Boiss.
- Astragalus aiwadzhi B.Fedtsch.
- Astragalus ajfreidii Aitch. & Baker
- Astragalus akhanii Podlech
- Astragalus akhundzadahensis Podlech & Zarre
- Astragalus akkensis Coss.
- Astragalus akmanii Aytaç & H.Duman
- Astragalus aksaicus Schischk.
- Astragalus aksaricus Pavlov
- Astragalus aksuensis Bunge
- Astragalus aktauensis Gontsch.
- Astragalus aktiubensis Sytin
- Astragalus alaarczensis Vassilcz.
- Astragalus alabugensis B.Fedtsch.
- Astragalus aladagensis Ekící & Podlech
- Astragalus alaicus Freyn
- Astragalus alamkuhensis Maassoumi
- Astragalus alamliensis Rech.f.
- Astragalus alamouticus Maassoumi
- Astragalus alaschanus Bunge ex Maxim.
- Astragalus alatavicus Kar. & Kir.
- Astragalus alavaanus Podlech
- Astragalus albens Greene
- Astragalus alberti Bunge
- Astragalus albertoregelia C.Winkl. & B.Fedtsch.
- Astragalus albertshoferi Podlech
- Astragalus albicalycinus Hub.-Mor. & V.A.Matthews
- Astragalus albicans Bong.
- Astragalus albicaulis DC.
- Astragalus albispinus Širj. & Bornm.
- Astragalus albovillosus Kitam.
- Astragalus albulus Wooton & Standl.
- Astragalus albus Širj.
- Astragalus aleppicus Boiss.
- Astragalus alexeenkoanus B.Fedtsch. & N.A.Ivanova
- Astragalus alexeenkoi Gontsch.
- Astragalus alexejii Gontsch.
- Astragalus algarbiensis Coss. ex Bunge
- Astragalus algerianus E.Sheld.
- Astragalus alhamedensis Rech.f.
- Astragalus aliomranii Maassoumi
- Astragalus alitschuri O.Fedtsch.
- Astragalus allectus Maassoumi
- Astragalus allochrous A.Gray
- Astragalus allotricholobus  Nabiev
- Astragalus aloisii I.Deml
- Astragalus alopecias Pall.
- Astragalus alopecuroides L. – traganek wyczyńcowaty
- Astragalus alopecurus Pall.
- Astragalus alpamarcae A.Gray
- Astragalus alpinus L. – traganek alpejski
- Astragalus altaicola Podlech
- Astragalus altanii Hub.-Mor.
- Astragalus altimontanus Podlech & Maassoumi
- Astragalus altimurensis I.Deml
- Astragalus altiusculus Maassoumi & Ghahrem.
- Astragalus altus Wooton & Standl.
- Astragalus alvordensis M.E.Jones
- Astragalus alyssoides Lam.
- Astragalus amabilis Popov
- Astragalus amalecitanus Boiss.
- Astragalus amarus Pall.
- Astragalus amatus Clos
- Astragalus ambigens Popov
- Astragalus amblolepis Fisch.
- Astragalus amblytropis Barneby
- Astragalus ameghinoi Speg.
- Astragalus americanus (Hook.) M.E.Jones
- Astragalus amherstianus Benth.
- Astragalus ammodendroides Bornm. ex Podlech & Zarre
- Astragalus ammodendron Bunge
- Astragalus ammodytes Pall.
- Astragalus ammophilus Kar. & Kir.
- Astragalus ammotrophus Bunge
- Astragalus amnis-amissi Barneby
- Astragalus amoenus Fenzl
- Astragalus amphioxys A.Gray
- Astragalus ampullarioides (S.L.Welsh) S.L.Welsh
- Astragalus ampullarius S.Watson
- Astragalus amygdalinus Bunge
- Astragalus anacamptoides Širj. & Rech.f.
- Astragalus anacamptus Bunge
- Astragalus anachoreticus Podlech
- Astragalus ancistrocarpus Boiss. & Hausskn.
- Astragalus andabaddensis Maassoumi, Bagheri & F.Ghahrem.
- Astragalus andabilensis Ranjbar & Mahmoudian
- Astragalus andalanicus Boiss. & Hausskn.
- Astragalus andaulgensis B.Fedtsch.
- Astragalus andersianus Podlech
- Astragalus andersonii A.Gray
- Astragalus andrasovszkyi Bornm.
- Astragalus andreji Rzazade
- Astragalus andreji-sytinii  Podlech
- Astragalus androssovianus Gontsch.
- Astragalus anemophilus Greene
- Astragalus anfractuosus Bunge
- Astragalus angarensis Turcz. ex Bunge
- Astragalus angreni Lipsky
- Astragalus angulosus DC.
- Astragalus anguranensis Podlech & Maassoumi
- Astragalus angustiflorus K.Koch
- Astragalus angustifolius Lam. – traganek wąskolistny
- Astragalus angustissimus Bunge
- Astragalus angustistipulatus Podlech
- Astragalus animaqingshanicus Y.H.Wu
- Astragalus anisacanthus Boiss.
- Astragalus anisomerus Bunge
- Astragalus anisus M.E.Jones
- Astragalus ankylotus Fisch. & C.A.Mey.
- Astragalus anni-novi Burkart
- Astragalus annularis Forssk.
- Astragalus anodiophilus Zarre & Podlech
- Astragalus anserinifolius Boiss.
- Astragalus anserinus N.D.Atwood, Goodrich & S.L.Welsh
- Astragalus ansinii Uzun, Terzioglu & Pal.-Uzun
- Astragalus antabicus Boiss.
- Astragalus antalyensis A.Duran & Podlech
- Astragalus antheliophorus I.Deml
- Astragalus anthosphaerus Rech.f. & Gilli
- Astragalus anthylloides Lam.
- Astragalus antilibani Bunge
- Astragalus antiochianus Post
- Astragalus antoninae Grig.
- Astragalus aparanensis Podlech
- Astragalus aphanassjievii Gontsch.
- Astragalus apiculatus Gontsch.
- Astragalus apollineus Boiss.
- Astragalus applegatii M.Peck
- Astragalus apricus Bunge
- Astragalus aqrabatensis Podlech
- Astragalus aquilanus Anzal.
- Astragalus aquilonius (Barneby) Barneby
- Astragalus arasbaranensis Maassoumi & Ranjbar
- Astragalus arbuscula Pall.
- Astragalus archibaldii Podlech
- Astragalus arcuatus Kar. & Kir.
- Astragalus ardahalicus Parsa
- Astragalus arenarius L. – traganek piaskowy
- Astragalus arequipensis Vogel
- Astragalus aretioides (M.E.Jones) Barneby
- Astragalus argaeus Boiss. & Balansa
- Astragalus arganaticus Bunge
- Astragalus argentinus Hauman
- Astragalus argentocalyx Ali ex Podlech
- Astragalus argentophyllus Taeb & Uzunh.
- Astragalus argophyllus Nutt.
- Astragalus arguricus Bunge
- Astragalus argutensis Bunge
- Astragalus argyroides Beck
- Astragalus argyrostachyus Boiss.
- Astragalus argyrothamnos Boiss.
- Astragalus arianus Gontsch.
- Astragalus aridovallicola P.C.Li
- Astragalus aridus A.Gray
- Astragalus arizonicus A.Gray
- Astragalus arkalycensis Bunge
- Astragalus armatus Willd.
- Astragalus armeniacus Boiss.
- Astragalus arnacantha M.Bieb.
- Astragalus arnacanthoides (Boriss.) Boriss.
- Astragalus arnoldi Hemsl. & H.Pearson
- Astragalus arnoldianus N.D.Simpson
- Astragalus arnottianus (Gillies ex Hook. & Arn.) Macloskie
- Astragalus arpilobus Kar. & Kir.
- Astragalus arrectus A.Gray
- Astragalus artemisiiformis  Rassulova
- Astragalus arthuri M.E.Jones
- Astragalus arvatensis Gontsch.
- Astragalus asaphes Bunge
- Astragalus aschuturi B.Fedtsch.
- Astragalus asciocalyx Bunge
- Astragalus asclepiadoides M.E.Jones
- Astragalus ashtianensis Podlech & Maassoumi
- Astragalus askalensis Hamzaoglu
- Astragalus askius Bunge
- Astragalus aslujensis Eig
- Astragalus asotinensis Björk & Fishbein
- Astragalus aspadanus Bunge
- Astragalus asper Jacq.
- Astragalus aspindzicus Manden. & Chinth.
- Astragalus asplundii I.M.Johnst.
- Astragalus aspreticola Podlech
- Astragalus assadabadensis Ghahrem.-Nejad & Podlech
- Astragalus assadii Maassoumi & Podlech
- Astragalus asterias Steven
- Astragalus astrachanicus Sytin & Laktionov
- Astragalus asymmetricus E.Sheld.
- Astragalus athranthus Podlech & L.R.Xu
- Astragalus atraphaxifolius  Rassulova
- Astragalus atratus S.Watson
- Astragalus atricapillus Bornm.
- Astragalus atrifructus Greuter & Burdet
- Astragalus atrokurdicus Maassoumi, F.Ghahrem., Bagheri & Podlech
- Astragalus atropilosulus (Hochst.) Bunge
- Astragalus atropubescens J.M.Coult. & Fisher
- Astragalus atrovinosus Popov
- Astragalus aucheri Boiss.
- Astragalus auganus Bunge
- Astragalus aulieatensis Popov
- Astragalus aurantiacus Hand.-Mazz.
- Astragalus auratus Gontsch.
- Astragalus aureus Willd.
- Astragalus austiniae A.Gray ex W.H.Brewer & S.Watson
- Astragalus australis (L.) Lam. – traganek jasny, t. południowy
- Astragalus austriacus Jacq.
- Astragalus austroaegaeus Rech.f.
- Astragalus austroaltaicus Popov ex Knjaz.
- Astragalus austroargentinus Gómez-Sosa
- Astragalus austrodarvasicus Rassulova
- Astragalus austrodshungaricus Golosk.
- Astragalus austroferganicus Kamelin & V.M.Vinogr.
- Astragalus austrokhorasanicus Podlech
- Astragalus austromahneshanensis F.Ghahrem., Maassoumi & Bagheri
- Astragalus austrosachalinensis N.S.Pavlova
- Astragalus austrotadzhikistanicus Czerep.
- Astragalus austrotaromensis Maassoumi, F.Ghahrem., Bagheri & Podlech
- Astragalus austrotibetanus  Podlech & L.R.Xu
- Astragalus austrouralensis  Kulikov
- Astragalus autrani Bald.
- Astragalus avajensis Podlech
- Astragalus avicennicus Parsa
- Astragalus aydosensis Pe?men & Erik
- Astragalus aytatchii Akan & Civelek
- Astragalus azizii Maassoumi
- Astragalus aznabjurticus Grossh.
- Astragalus aznaicus Podlech & Maassoumi
- Astragalus azraqensis C.C.Towns.
- Astragalus baba-alliar Parsa
- Astragalus babacianum Ertekin
- Astragalus babakhanloui Maassoumi & Podlech
- Astragalus babatagi Popov
- Astragalus bachardenii Kamelin & Kovalevsk.
- Astragalus bachmarensis Grossh.
- Astragalus bactrianus F.G.L.Fisch.
- Astragalus badamensis Popov
- Astragalus badghysi Popov
- Astragalus baeri Sytin & Laktionov
- Astragalus baerlukensis L.R.Xu, Zhao Y.Chang & Xiao L.Liu
- Astragalus baftensis Ranjbar & Maassoumi
- Astragalus baghlanensis I.Deml
- Astragalus baharensis Ghahrem.
- Astragalus bahcesarayensis  Akan, Firat & Ekici
- Astragalus bahrakianus Grey-Wilson
- Astragalus baibutensis Bunge
- Astragalus baionensis Loisel.
- Astragalus baissunensis Lipsky
- Astragalus baitagensis Sanchir ex N.Ulziykh.
- Astragalus bajgiranensis Podlech
- Astragalus bakaliensis Bunge
- Astragalus bakirdaghensis Podlech
- Astragalus bakuensis Bunge
- Astragalus balchanensis Boriss.
- Astragalus balchaschensis Sumnev.
- Astragalus baldaccii Degen
- Astragalus baldshuanicus Popov
- Astragalus balearicus Chater
- Astragalus balkaricus Sytin
- Astragalus bamianicus Podlech
- Astragalus baotouensis H.C.Fu
- Astragalus baraftabensis Maassoumi & Podlech
- Astragalus baranovii Popov
- Astragalus barba-jovis DC.
- Astragalus barba-mosis Ehrenb. ex Fisch.
- Astragalus barbatus Lam.
- Astragalus barbidens Freyn
- Astragalus barboides Zarre & H.Duman
- Astragalus barclayanus Podlech
- Astragalus bardsiricus Parsa
- Astragalus barnasariformis  Maassoumi, F.Ghahrem. & Bagheri
- Astragalus barnassari Grossh.
- Astragalus barrii Barneby
- Astragalus bartinense Aytaç, Tunçkol & N.Aksoy
- Astragalus bashgalensis Podlech
- Astragalus bashkalensis D.F.Chamb.
- Astragalus bashmaghensis Maassoumi & Podlech
- Astragalus bashmensis Maassoumi
- Astragalus basiflorus E.Peter
- Astragalus basilicus Maassoumi & Podlech
- Astragalus basilii Kamelin & Kovalevsk.
- Astragalus basineri Trautv.
- Astragalus batangensis E.Peter
- Astragalus bavanatensis Maassoumi, Nowroozi & Podlech
- Astragalus baxoiensis Podlech & L.R.Xu
- Astragalus baytopianus D.F.Chamb. & V.A.Matthews
- Astragalus bazarganii Podlech & Zarre
- Astragalus bazmanicus Podlech
- Astragalus beathii Ced.Porter
- Astragalus beatleyae Barneby
- Astragalus beckerianus Trautv.
- Astragalus beckii Bornm.
- Astragalus beckwithii Torr. & A.Gray
- Astragalus beitashanensis W.Chai & P.Yan
- Astragalus bejourensis Podlech & Maassoumi
- Astragalus beketowii (Krasn.) B.Fedtsch.
- Astragalus belangeri (Kuntze) Podlech
- Astragalus belcheraghensis  Podlech
- Astragalus belgheisicoides  Podlech & Maassoumi
- Astragalus belgheisicus Maassoumi
- Astragalus bellus (Kuntze) R.E.Fr.
- Astragalus bergii Hieron.
- Astragalus bernardinus M.E.Jones
- Astragalus berteroanus (Moris) Reiche
- Astragalus berteroi Colla
- Astragalus berytheus Boiss. & C.I.Blanche
- Astragalus berytius Bunge
- Astragalus bethlehemiticus  Boiss.
- Astragalus beypazaricus Podlech & Aytaç
- Astragalus bezudensis Širj. & Rech.f.
- Astragalus bhotanensis Baker
- Astragalus biabanensis Širj. & Rech.f.
- Astragalus biarjmandicus Podlech & Zarre
- Astragalus bibullatus Barneby & E.L.Bridges
- Astragalus bicolor Lam.
- Astragalus bicristatus A.Gray
- Astragalus bidentatus Kunth
- Astragalus biebersteinii Bunge
- Astragalus bifoliolatus Širj. & Rech.f.
- Astragalus bijarensis Podlech & Sytin
- Astragalus bijugus Širj. & Rech.f.
- Astragalus bilobatoalatus (Rassulova) Podlech
- Astragalus biovulatus Bunge
- Astragalus birangiae Maassoumi
- Astragalus birdjandicus Parsa
- Astragalus bischkendicus Gontsch.
- Astragalus biserrula Bunge
- Astragalus bisulcatus (Hook.) A.Gray
- Astragalus blandulus Podlech & L.R.Xu
- Astragalus blattneri Bagheri & Maassoumi
- Astragalus bobrovii (Nevski) B.Fedtsch. ex Gontsch.
- Astragalus bodeanus Fisch.
- Astragalus bodinii E.Sheld.
- Astragalus boelckei Gómez-Sosa
- Astragalus boeticus L. – traganek beocki, t. boetyjski
- Astragalus bogensis Rassulova
- Astragalus bojnurdensis Podlech
- Astragalus bolanderi A.Gray
- Astragalus bombycinus Boiss.
- Astragalus bonariensis Gómez-Sosa
- Astragalus bor-bulakensis Rassulova
- Astragalus bordschensis Bornm.
- Astragalus boreoafricanus Podlech & Zarre
- Astragalus borissianus Gontsch.
- Astragalus bornmuellerianus B.Fedtsch.
- Astragalus borodinii Krasn.
- Astragalus borraginaceus Rech.f.
- Astragalus bosbutooensis Nikif. & Sudn.
- Astragalus bossuensis Popov
- Astragalus botryophorus Maassoumi & Podlech
- Astragalus bouffordii Podlech
- Astragalus bounophilus Boiss. & Hohen.
- Astragalus bourgaeanus Coss.
- Astragalus bourgovii A.Gray
- Astragalus bowes-lyonii Podlech
- Astragalus bozakmanii Podlech
- Astragalus bozghoushensis Maassoumi, Mozaff. & Ramezani
- Astragalus brachybotrys Bunge
- Astragalus brachycalyx Fisch.
- Astragalus brachycarpus M.Bieb.
- Astragalus brachylobus DC.
- Astragalus brachyodontus Boiss.
- Astragalus brachypetalus Trautv.
- Astragalus brachypus Schrenk
- Astragalus brachyrhachis Popov
- Astragalus brachysemia Podlech & L.R.Xu
- Astragalus brachystachys DC.
- Astragalus brachytrichus Podlech & L.R.Xu
- Astragalus brachytropis (Steven) C.A.Mey.
- Astragalus brackenridgei A.Gray
- Astragalus bracteosus Boiss. & Noë
- Astragalus bradosticus Maassoumi & Podlech
- Astragalus brahuicus Bunge
- Astragalus brandegeei Porter & J.M.Coult.
- Astragalus brauntonii Parish
- Astragalus brazoensis Buckley
- Astragalus brevialatus H.T.Tsai & T.T.Yu
- Astragalus brevicalycinus Maassoumi
- Astragalus brevidens Freyn & Sint.
- Astragalus breviflorus DC.
- Astragalus brevifolius Ledeb.
- Astragalus brevifructus Podlech
- Astragalus brevipes Bunge
- Astragalus breviscapus B.Fedtsch.
- Astragalus brevitomentosus  Podlech
- Astragalus brevivexillatus  Podlech & L.R.Xu
- Astragalus breweri A.Gray
- Astragalus brotherusii Podlech
- Astragalus bruguieri Boiss.
- Astragalus brulloi Maassoumi
- Astragalus brunsianus Bornm.
- Astragalus bryogenes Barneby
- Astragalus bucharicus Regel
- Astragalus buchtormensis Pall.
- Astragalus bukanensis Maassoumi & Podlech
- Astragalus bungeanus Boiss.
- Astragalus burchan-buddaicus N.Ulziykh.
- Astragalus burkartii I.M.Johnst.
- Astragalus burqinensis Podlech & L.R.Xu
- Astragalus burtschumensis Saposhn. ex Sumnev.
- Astragalus buschiorum Galushko
- Astragalus bustillosii Clos
- Astragalus butkovii Popov
- Astragalus cachinalensis Phil.
- Astragalus cadmicus Boiss.
- Astragalus caeruleopetalinus Y.C.Ho
- Astragalus caeruleus Bunge
- Astragalus caespititius Podlech
- Astragalus caespitosulus Gontsch.
- Astragalus cajamarcanus Gómez-Sosa
- Astragalus calamistratus Podlech
- Astragalus calcicola Podlech
- Astragalus californicus (A.Gray) Greene
- Astragalus callainus Podlech
- Astragalus callichrous Boiss.
- Astragalus calliphysa Bunge
- Astragalus callistachys Buhse
- Astragalus callithrix Barneby
- Astragalus calophyllus Boiss. & Heldr.
- Astragalus calvaryformis Parsa
- Astragalus calvertii Podlech & Ekici
- Astragalus calycinus M.Bieb.
- Astragalus calycosus Torr. ex S.Watson
- Astragalus camelorum Barbey
- Astragalus camptoceras Bunge
- Astragalus camptopus Barneby
- Astragalus campylanthoides  Bornm.
- Astragalus campylanthus Boiss.
- Astragalus campylorrhynchus Fisch. & C.A.Mey.
- Astragalus campylotrichus Bunge
- Astragalus canadensis L.
- Astragalus cancellatus Bunge
- Astragalus candidissimus Ledeb.
- Astragalus canoflavus Popov
- Astragalus canosus Maassoumi
- Astragalus capax Maassoumi
- Astragalus capillipes Fisch. ex Bunge
- Astragalus capitis-regni Podlech & Zarre
- Astragalus capito Boiss. & Hohen.
- Astragalus caprinus L.
- Astragalus captiosus Boriss.
- Astragalus caraganae Fisch. & C.A.Mey.
- Astragalus carduchorum Boiss. & Hausskn.
- Astragalus caricinus (M.E.Jones) Barneby
- Astragalus cariensis Boiss.
- Astragalus carinatus (Hook. & Arn.) Reiche
- Astragalus carmanicus Bornm.
- Astragalus carminis Barneby
- Astragalus caroli-henrici I.Deml
- Astragalus carolynmugariae  Arevsch.
- Astragalus cartilagineus Gontsch.
- Astragalus caryolobus Bunge
- Astragalus casapaltensis Ball
- Astragalus casei A.Gray
- Astragalus caspicus M.Bieb.
- Astragalus castaneiformis S.Watson
- Astragalus castetteri Barneby
- Astragalus catabostrychos I.Deml & Podlech
- Astragalus catacamptus Bunge
- Astragalus cataonicus Bunge
- Astragalus caucasicus Pall.
- Astragalus caudicosus Galkin & Nabiev
- Astragalus caudiculosus Boiss. & A.Huet
- Astragalus caulescens (Gontsch.) Abdusal.
- Astragalus cavanillesii Podlech
- Astragalus cedreti Boiss.
- Astragalus cedreticola A.Duran & Podlech
- Astragalus cellatus Maassoumi
- Astragalus cemerinus Beck
- Astragalus cenorrhynchus Barneby
- Astragalus centralis E.Sheld.
- Astragalus centroalpinus Braun-Blanq. – traganek środkowoalpejski
- Astragalus cephalanthus DC.
- Astragalus cephalotes Banks & Sol.
- Astragalus ceramicus E.Sheld.
- Astragalus cerasinus Baker
- Astragalus cerasocrenus Bunge
- Astragalus ceratoides M.Bieb.
- Astragalus cernuiflorus Gontsch.
- Astragalus cerussatus E.Sheld.
- Astragalus chadjanensis Franch.
- Astragalus chaetodon Bunge
- Astragalus chaetolobus Bunge
- Astragalus chaetopodus Bunge
- Astragalus chagyabensis P.C.Li & C.C.Ni
- Astragalus chahartaghensis  Maassoumi & Podlech
- Astragalus chaidamuensis (S.B.Ho) Podlech & L.R.Xu
- Astragalus chalaranthus Boiss. & Hausskn.
- Astragalus chalilovii Grossh. ex Fed.
- Astragalus chamaeleuce A.Gray
- Astragalus chamaemeniscus Barneby
- Astragalus chamaephaca Freyn
- Astragalus chamaephyton Podlech & L.R.Xu
- Astragalus chamanbidensis Maassoumi & Mozaff.
- Astragalus chamardiensis Podlech
- Astragalus chamberlainianus Sümbül
- Astragalus chamissonis (Vogel) Reiche
- Astragalus chamonobrychis Podlech
- Astragalus changaicus Sanchir ex N.Ulziykh.
- Astragalus changduensis Y.C.Ho
- Astragalus changmuicus C.C.Ni & P.C.Li
- Astragalus chardinii Boiss.
- Astragalus charguschanus Freyn
- Astragalus chartostegius Boiss. & Hausskn.
- Astragalus chateri Vassilcz.
- Astragalus chehreganii Zarre & Podlech
- Astragalus chengkangensis Podlech & L.R.Xu
- Astragalus chichesticus Podlech & Maassoumi
- Astragalus chilienshanensis Y.C.Ho
- Astragalus chinensis L.f.
- Astragalus chingoanus Kamelin
- Astragalus chinzarticus Grossh.
- Astragalus chionobiiformis  C.C.Towns.
- Astragalus chiukiangensis H.T.Tsai & T.T.Yu
- Astragalus chiwensis Bunge
- Astragalus chloodes Barneby
- Astragalus chlorodontus Bunge
- Astragalus chlorostachys Lindl.
- Astragalus chlorostegius Boiss. & Hausskn.
- Astragalus chodshamastonicus  Pachom.
- Astragalus chodshenticus B.Fedtsch.
- Astragalus chomutovii B.Fedtsch.
- Astragalus chordorrhizus Fisch. ex Bunge
- Astragalus chorgosicus Lipsky
- Astragalus chorinensis Bunge
- Astragalus chorizanthus Rech.f. & Gilli
- Astragalus christianus L.
- Astragalus chrysanthus Boiss. & Hohen.
- Astragalus chrysochlorus Boiss. & Kotschy
- Astragalus chrysomallus Bunge
- Astragalus chrysopterus Bunge
- Astragalus chrysostachys Boiss.
- Astragalus chrysotrichus Boiss.
- Astragalus chtonocephalus Boiss. & Balansa
- Astragalus chubsugulicus Gontsch. ex N.Ulziykh.
- Astragalus chubutensis Speg.
- Astragalus chuskanus Barneby & Spellenb.
- Astragalus cibarius E.Sheld.
- Astragalus cicer L. – traganek pęcherzykowaty
- Astragalus cicerellus Boiss. & Balansa
- Astragalus ciceroides Sosn.
- Astragalus ciceropsis Hamzehee & Maassoumi
- Astragalus cilicius Boiss.
- Astragalus ciloensis Podlech
- Astragalus cimae M.E.Jones
- Astragalus cinereus Willd.
- Astragalus circassicus Grossh.
- Astragalus circumdatus Greene
- Astragalus circumlacustris  Podlech & Sytin
- Astragalus cisoxanus Podlech
- Astragalus citoinflatus Bondarenko
- Astragalus citrinus Bunge
- Astragalus claranus Jeps.
- Astragalus clarkeanus Ali
- Astragalus clausii C.A.Mey.
- Astragalus clavatus DC.
- Astragalus clerceanus Iljin & Krasch.
- Astragalus clevelandii Greene
- Astragalus cliffordii S.L.Welsh & N.D.Atwood
- Astragalus clivicola Podlech & Maassoumi
- Astragalus clusianus Soldano
- Astragalus coahuilae M.E.Jones
- Astragalus coarctatus Trautv.
- Astragalus cobrensis A.Gray
- Astragalus cobresiiphilus Podlech & L.R.Xu
- Astragalus coccineus (Parry) Brandegee
- Astragalus cochabambensis Gómez-Sosa
- Astragalus cognatus C.A.Mey.
- Astragalus colhuensis Gómez-Sosa
- Astragalus collenetteae Hedge & Podlech
- Astragalus collinus (Hook.) Douglas ex G.Don
- Astragalus coltonii M.E.Jones
- Astragalus columbianus Barneby
- Astragalus columnaris Boiss.
- Astragalus coluteocarpus Boiss.
- Astragalus coluteoides Willd.
- Astragalus coluteopsis Parsa
- Astragalus commagenicus (Hand.-Mazz.) Širj.
- Astragalus commixtus Bunge
- Astragalus comonduensis A.E.Estrada, Rebman & Villarreal
- Astragalus comosus Bunge
- Astragalus compactus Lam.
- Astragalus complicatus Gillies
- Astragalus compositus Pavlov
- Astragalus compressus Ledeb.
- Astragalus conaensis Podlech & L.R.Xu
- Astragalus concinnus Benth. ex Bunge
- Astragalus concordius S.L.Welsh
- Astragalus concretus Benth.
- Astragalus condensatus Ledeb.
- Astragalus confertiformis Širj. & Rech.f.
- Astragalus confertissimus Kitam.
- Astragalus confertus Benth. ex Bunge
- Astragalus confinis I.M.Johnst.
- Astragalus confusus Bunge
- Astragalus congdonii S.Watson
- Astragalus conjunctus S.Watson
- Astragalus connectens Podlech
- Astragalus consanguineus Bong. & C.A.Mey.
- Astragalus consimilis Bornm.
- Astragalus consobrinus (Barneby) S.L.Welsh
- Astragalus contortuplicatu s L.
- Astragalus controversus Maassoumi & Podlech
- Astragalus convallarius Greene
- Astragalus coodei D.F.Chamb. & V.A.Matthews
- Astragalus coquimbensis (Hook. & Arn.) Reiche
- Astragalus coriaceus Hemsl.
- Astragalus corniculatus M.Bieb.
- Astragalus cornu-bovis Lipsky
- Astragalus cornutus Pall.
- Astragalus coronilla Bunge
- Astragalus costatus Bunge
- Astragalus cottonianus Aitch. & Baker
- Astragalus cottonii M.E.Jones
- Astragalus cracca DC.
- Astragalus craccinopsis Maassoumi
- Astragalus craibianus N.D.Simpson
- Astragalus crassicarpus Nutt.
- Astragalus crassifolius Ulbr.
- Astragalus crassinervius Boiss. & Noë
- Astragalus crassispinus Bunge
- Astragalus cremnophylax Barneby
- Astragalus crenatus Schult.
- Astragalus cretaceus Boiss. & Kotschy
- Astragalus creticus Lam.
- Astragalus crinitus Boiss.
- Astragalus crispocarpus Nábelek
- Astragalus crispus Ghahrem.
- Astragalus croaticus Alegro, Bogdanovic, Brullo & Giusso
- Astragalus cronquistii Barneby
- Astragalus crotalariae (Benth.) A.Gray
- Astragalus cruckshanksii (Hook. & Arn.) Griseb.
- Astragalus cruentiflorus Boiss.
- Astragalus crymophilus I.M.Johnst.
- Astragalus cryptanthus Wedd.
- Astragalus crypticus I.M.Johnst.
- Astragalus cryptobotrys I.M.Johnst.
- Astragalus cryptocarpos DC.
- Astragalus culminatus Maassoumi, Kaz.Osaloo & Joharchi
- Astragalus cuneifolius Bunge
- Astragalus cupulicalycinus  S.B.Ho & Y.C.Ho
- Astragalus curtipes A.Gray
- Astragalus curvicarpus (E.Sheld.) J.F.Macbr.
- Astragalus curvicaulis (Clos) Reiche
- Astragalus curviflorus Boiss.
- Astragalus curvipes Trautv.
- Astragalus curvirostris Boiss.
- Astragalus cuscutae Bunge
- Astragalus cusickii A.Gray
- Astragalus cutleri (Barneby) S.L.Welsh
- Astragalus cuyanus Gómez-Sosa
- Astragalus cyaneus A.Gray
- Astragalus cyclophyllos Beck
- Astragalus cylleneus Fisch.
- Astragalus cymbibracteatus  Hub.-Mor. & D.F.Chamb.
- Astragalus cymbicarpos Brot.
- Astragalus cymboides M.E.Jones
- Astragalus cymbostegis Bunge
- Astragalus cyprius Boiss.
- Astragalus cyrtobasis Bunge ex Boiss.
- Astragalus cyrusianus Parsa
- Astragalus cysticalyx Ledeb.
- Astragalus cystocarpus Boriss.
- Astragalus cystosus Zarre & Podlech
- Astragalus cytisoides Bunge
- Astragalus czilduchtaroni Kamelin
- Astragalus czorochensis Kharadze
- Astragalus dabanshanicus Y.H.Wu
- Astragalus dactylocarpus Boiss.
- Astragalus daenensis Boiss.
- Astragalus daghdaghabadensis Maassoumi
- Astragalus daghestanicus Grossh.
- Astragalus dalaiensis Kitag.
- Astragalus daleae Greene
- Astragalus damardanicus Podlech
- Astragalus damghanensis Podlech
- Astragalus damzungensis Podlech & L.R.Xu
- Astragalus danicus Retz. – traganek duński
- Astragalus daqingshanicus Z.G.Jiang & Z.T.Yin
- Astragalus darendensis Podlech & Ekici
- Astragalus darrehbidensis Podlech & Zarre
- Astragalus darumbium (Bertero ex Colla) Gay
- Astragalus darwasicus Basil.
- Astragalus darwinianus Gómez-Sosa
- Astragalus daryouchianus Parsa
- Astragalus dasyanthus Pall.
- Astragalus dasycarpus D.F.Chamb.
- Astragalus datuensis Y.C.Ho
- Astragalus dauuricus (Pall.) DC.
- Astragalus davidii Franch.
- Astragalus davisii D.F.Chamb. & V.A.Matthews
- Astragalus deanei (Rydb.) Barneby
- Astragalus decurrens Boiss.
- Astragalus degensis Ulbr.
- Astragalus degilmonus Rassulova
- Astragalus deickianus Bornm.
- Astragalus dejectus Maassoumi, F.Ghahrem. & Bagheri
- Astragalus dekazygus Širj. & Rech.f.
- Astragalus delicatulus Podlech
- Astragalus delutulus Maassoumi
- Astragalus demavendicola Bornm. & Gauba
- Astragalus demavendicus Boiss. & Buhse
- Astragalus demirizii R.Kramer & Podlech
- Astragalus demonstratus Maassoumi
- Astragalus dendroides Kar. & Kir.
- Astragalus dendroproselius  Rech.f.
- Astragalus dengkouensis H.C.Fu
- Astragalus dengolanensis Podlech
- Astragalus densiflorus Kar. & Kir.
- Astragalus densifolius Lam.
- Astragalus densus Popov
- Astragalus denticulatus Podlech
- Astragalus denudatus Steven
- Astragalus depauperatus Ledeb.
- Astragalus dependens Bunge ex Maxim.
- Astragalus depressus L.
- Astragalus desereticus Barneby
- Astragalus despectus Podlech & L.R.Xu
- Astragalus desperatus M.E.Jones
- Astragalus deterior (Barneby) Barneby
- Astragalus detritalis M.E.Jones
- Astragalus devesae Talavera & A.González & G.López
- Astragalus devestitus Pazij & Vved.
- Astragalus dianat-nejadii Ghahrem.
- Astragalus dianthoides Boriss.
- Astragalus dianthus Bunge
- Astragalus diaphanus Douglas ex Hook.
- Astragalus dickorei Podlech & L.R.Xu
- Astragalus dictamnoides Gontsch.
- Astragalus dictyolobus C.A.Mey. ex Bunge
- Astragalus didymocarpus Hook. & Arn.
- Astragalus dieteri Kottaim. & Vasud.
- Astragalus dieterlei Podlech
- Astragalus dignus Boriss.
- Astragalus dillinghamii J.F.Macbr.
- Astragalus dilutuloides Maassoumi, F.Ghahrem. & Bagheri
- Astragalus dilutus Bunge
- Astragalus diminutivus (Phil.) Gómez-Sosa
- Astragalus dingjiensis C.C.Ni & P.C.Li
- Astragalus diopogon Bunge
- Astragalus dipelta Bunge
- Astragalus diphacus S.Watson
- Astragalus diphtherites Fenzl
- Astragalus dipodurus Bunge
- Astragalus dipsaceus Bunge
- Astragalus dirmilensis Hub.-Mor. & Reese
- Astragalus discernendus Širj. & Rech.f.
- Astragalus discessiflorus Gontsch.
- Astragalus discolor Bunge ex Maxim.
- Astragalus dissectus B.Fedtsch. & N.A.Ivanova
- Astragalus distans Fisch.
- Astragalus distentus Boriss.
- Astragalus distinctissimus  Eig
- Astragalus distinens Macloskie
- Astragalus distortus Torr. & A.Gray
- Astragalus divandarrehensis Podlech
- Astragalus diversifolius A.Gray
- Astragalus diversus Podlech & Maassoumi
- Astragalus diyarbakirensis  Podlech
- Astragalus djigensis Franch.
- Astragalus doabensis Podlech
- Astragalus dodtii Phil.
- Astragalus doghrunensis Maassoumi & Podlech
- Astragalus dolichocarpus Popov
- Astragalus dolichophyllus Pall.
- Astragalus dolichopodus Freyn
- Astragalus dolinicola (Brullo & Giusso) Brullo & Giusso
- Astragalus dolonus (Rassulova & B.A.Sharipova) Kamelin
- Astragalus dombeyi Fisch.
- Astragalus domeykoanus (Phil.) Reiche
- Astragalus dopolanicus Podlech
- Astragalus dorudensis Zarre & Podlech
- Astragalus doshman-ziariensis  Maassoumi & Podlech
- Astragalus douglasii (Torr. & A.Gray) A.Gray
- Astragalus drabelliformis Barneby
- Astragalus drasianus H.J.Chowdhery, Uniyal & Balodi
- Astragalus drummondii Douglas ex Hook.
- Astragalus drupaceus Orph. ex Boiss.
- Astragalus drusorum Boiss.
- Astragalus dschuparensis Freyn & Bornm.
- Astragalus dshangartensis Sumnev.
- Astragalus dsharfi B.Fedtsch.
- Astragalus dsharkenticus Popov
- Astragalus dshimensis Gontsch.
- Astragalus duanensis Saposhn. ex Sumnev.
- Astragalus duchesnensis M.E.Jones
- Astragalus dulungkiangensis P.C.Li
- Astragalus dumanii Ekící & Aytac
- Astragalus dumetorum Hand.-Mazz.
- Astragalus duplostrigosus Post & Beauverd
- Astragalus durandianus Aitch. & Baker
- Astragalus dutreuilii (Franch.) Grubov & N.Ulziykh.
- Astragalus dysbatophilus Zarre & Podlech
- Astragalus dzhebrailicus Grossh.
- Astragalus eastwoodiae M.E.Jones
- Astragalus ebenoides Boiss.
- Astragalus ebrahimabadensis Zarre & Podlech
- Astragalus eburneus Bornm. & Gauba
- Astragalus ecbatanus Bunge
- Astragalus echanensis Podlech
- Astragalus echidna Bunge
- Astragalus echinatus Murray
- Astragalus echinops Aucher ex Boiss.
- Astragalus echinus DC.
- Astragalus edelbergianus Širj. & Rech.f.
- Astragalus edmondsonii Podlech
- Astragalus edmonstonei (Hook.f.) H.Rob.
- Astragalus edulis Durand ex Bunge
- Astragalus eerqisiensis Z.Y.Chang, L.R.Xu & Podlech
- Astragalus effusus Bunge
- Astragalus efoliatus Hand.-Mazz.
- Astragalus egglestonii (Rydb.) Kearney & Peebles
- Astragalus ehdenensis Mouterde
- Astragalus ehrenbergii Bunge
- Astragalus eigii Kirchhoff
- Astragalus ekbergii Podlech
- Astragalus ekicii H.Duman & Akan
- Astragalus ekimii Zarre & H.Duman
- Astragalus elatior Kitam.
- Astragalus elatus Boiss. & Balansa
- Astragalus elazigensis Ekim
- Astragalus elegans Bunge
- Astragalus elezgensis Maassoumi & Kaz.Osaloo
- Astragalus eliasianus Kit Tan & Sorger
- Astragalus ellipsoideus Ledeb.
- Astragalus elmaiticus Boiss. & Hausskn.
- Astragalus elongatus Willd.
- Astragalus elwendicus Bornm.
- Astragalus emarginatus Labill.
- Astragalus emoryanus (Rydb.) Cory
- Astragalus endopterus (Barneby) Barneby
- Astragalus endytanthus Podlech & I.Deml
- Astragalus ensifer Nábelek
- Astragalus ensiformis M.E.Jones
- Astragalus entomophyllus Boiss. & Hausskn.
- Astragalus episcopus S.Watson
- Astragalus eremiticus E.Sheld.
- Astragalus eremophilus Boiss.
- Astragalus eremospartoides  Regel
- Astragalus ergenensis Kamelin & Sytin
- Astragalus erinifolius Pau
- Astragalus eriobasis Bornm.
- Astragalus eriocalyx Bunge
- Astragalus eriocarpus DC.
- Astragalus erioceras Fisch. & C.A.Mey. ex Ledeb.
- Astragalus erionotus Bunge
- Astragalus eriophylloides Rech.f.
- Astragalus eriopodus Boiss.
- Astragalus eriosphaerus Boiss. & Hausskn.
- Astragalus eriostomus Bornm.
- Astragalus erivanensis Bornm. & Woronow
- Astragalus ermineus V.A.Matthews
- Astragalus ernestii H.F.Comber
- Astragalus ertterae Barneby & Shevock
- Astragalus erubescens Podlech
- Astragalus ervoides Hook. & Arn.
- Astragalus erwinii-gaubae Širj. & Rech.f.
- Astragalus erythrolepis Boiss.
- Astragalus erythrosemius Boiss.
- Astragalus erythrotaenius Boiss.
- Astragalus esferayenicus Podlech & Maassoumi
- Astragalus esperanzae M.E.Jones
- Astragalus estahbanensis Maassoumi & Podlech
- Astragalus eubrychioides Boiss.
- Astragalus eucephalus Boiss.
- Astragalus euchlorus K.T.Fu
- Astragalus eucosmus B.L.Rob.
- Astragalus eupeplus Barneby
- Astragalus eurekensis M.E.Jones
- Astragalus eurylobus (Barneby) Barneby
- Astragalus eusarathron I.Deml & Podlech
- Astragalus eustrophacanthus Rech.f. & Edelb.
- Astragalus evanensis Maassoumi & Podlech
- Astragalus exasperatus Basil.
- Astragalus excedens Popov & Kult.
- Astragalus exiguus Post
- Astragalus exilis Korol.
- Astragalus eximius Bunge
- Astragalus expectatus Maassoumi
- Astragalus expetitus Maassoumi
- Astragalus exscapus L.
- Astragalus exsul Maire
- Astragalus fabaceus M.Bieb.
- Astragalus fabrisii Gómez-Sosa
- Astragalus facetus Maassoumi & Podlech
- Astragalus fagh-soleimanensis Maassoumi & Podlech
- Astragalus falcatus Lam. – traganek sierpowaty
- Astragalus falciformis Desf.
- Astragalus falciger Popov
- Astragalus falconeri Bunge
- Astragalus fallacinus Podlech
- Astragalus famatinae I.M.Johnst.
- Astragalus fangensis N.D.Simpson
- Astragalus farakulumensis Širj. & Rech.f.
- Astragalus farctissimus Lipsky
- Astragalus farctus Bunge
- Astragalus farkharensis Podlech
- Astragalus farsicus Širj. & Rech.f.
- Astragalus fasciculifolius  Boiss.
- Astragalus fastidius (Kellogg) M.E.Jones
- Astragalus faurei Maire
- Astragalus fausicola Podlech ex Bagheri, Maassoumi & F.Ghahrem.
- Astragalus fedtschenkoanus  Lipsky
- Astragalus feensis M.E.Jones
- Astragalus ferganensis (Popov) B.Fedtsch. ex Korol.
- Astragalus ferruminatus Maassoumi
- Astragalus fetissowii B.Fedtsch.
- Astragalus fialae Degen
- Astragalus figueroai Kamffer & Ancona
- Astragalus filicaulis Fisch. & C.A.Mey. ex Ledeb.
- Astragalus filidens Podlech & L.R.Xu
- Astragalus filifoliolatus Maassoumi
- Astragalus filiformis (DC.) Poir.
- Astragalus filipes Torr. ex A.Gray
- Astragalus firuzkuhensis Podlech
- Astragalus fischeri Buhse
- Astragalus fissicalyx Sabaii, Zarre & Podlech
- Astragalus fissuralis Alex.
- Astragalus flabellatus Podlech
- Astragalus flavescens Boiss.
- Astragalus flavidus Popov
- Astragalus flavocreatus I.M.Johnst.
- Astragalus flavus Nutt.
- Astragalus flemingii Ali
- Astragalus flexicaulis Sosn.
- Astragalus flexilipes Bornm.
- Astragalus flexuosus (Hook.) Douglas ex G.Don
- Astragalus flexus Fisch.
- Astragalus floccosifolius Sumnev.
- Astragalus floccosus Boiss.
- Astragalus floridulus Podlech
- Astragalus foliosus Podlech, Maassoumi & Ranjbar
- Astragalus follicularis Pall.
- Astragalus forrestii N.D.Simpson
- Astragalus fortuitus Maassoumi
- Astragalus fragifer Bunge
- Astragalus fragiformis Willd.
- Astragalus fragrans Willd.
- Astragalus francisquitensi s M.E.Jones
- Astragalus franziskae I.Deml
- Astragalus fraxinifolius DC.
- Astragalus freitagii I.Deml
- Astragalus fresenii Decne.
- Astragalus freynii Albov
- Astragalus frickii Bunge
- Astragalus fridae Rech.f.
- Astragalus friederikeanus Kit Tan & Zeitl.
- Astragalus frigidus (L.) A.Gray – traganek wytrzymały
- Astragalus froedinii Murb.
- Astragalus fruticosus Forssk.
- Astragalus fruticulosus Podlech
- Astragalus fucatus Barneby
- Astragalus fuhsii Freyn & Sint.
- Astragalus fukangensis Podlech & L.R.Xu
- Astragalus fuliginosus Beck
- Astragalus fumosus Boriss.
- Astragalus funereus M.E.Jones
- Astragalus fursei Podlech
- Astragalus gabrelianae Arevsch.
- Astragalus gaeobotrys Boiss. & Balansa
- Astragalus gagnieui Maassoumi & Podlech
- Astragalus galactites Pall.
- Astragalus galegiformis L. – traganek rutwicowaty
- Astragalus galiifolius Podlech
- Astragalus gamasiabensis Maassoumi, Zarre & Podlech
- Astragalus gambelianus E.Sheld.
- Astragalus gandeensis Y.H.Wu
- Astragalus gandomanicus Podlech
- Astragalus garbancillo Cav.
- Astragalus gardanikaphtharicus Rassulova
- Astragalus garmashubensis Maassoumi & Khorrami
- Astragalus gaubae Bornm.
- Astragalus gaudanensis B.Fedtsch.
- Astragalus gebleri Fisch. ex Bong. & C.A.Mey.
- Astragalus geerwusuensis H.C.Fu
- Astragalus gemellus Podlech
- Astragalus geminiflorus Bonpl.
- Astragalus geminus Maassoumi
- Astragalus genargenteus Moris
- Astragalus geniculatus Desf.
- Astragalus gennarii Bacch. & Brullo
- Astragalus gentryi Standl.
- Astragalus genuflexus Freyn & Sint.
- Astragalus geocyamus Boiss.
- Astragalus georgii Gontsch.
- Astragalus germainii Phil.
- Astragalus germanicopolita nus Bornm.
- Astragalus gevashensis D.F.Chamb. & V.A.Matthews
- Astragalus geyeri A.Gray
- Astragalus geyikdaghensis Podlech & Ekici
- Astragalus ghahremanii Maassoumi & Podlech
- Astragalus ghamishluensis Dastpak, Maassoumi & Kaz.Osaloo
- Astragalus ghanbarianii Maassoumi, Podlech & Zarre
- Astragalus ghashghaicus Tietz & Zarre
- Astragalus ghoratensis Podlech
- Astragalus ghorbandicus Podlech
- Astragalus ghouchanensis Souzani, Zarre & Maassoumi
- Astragalus gibbsii Kellogg
- Astragalus gifanicus Maassoumi & Podlech
- Astragalus giganteus S.Watson
- Astragalus gigantifoliolatus Maassoumi & Maroofi
- Astragalus gigantirostratus Maassoumi, Ghahr. & Ghahrem.
- Astragalus gigantostegius Podlech
- Astragalus gilensis Greene
- Astragalus gilgitensis Ali
- Astragalus gillettii C.C.Towns.
- Astragalus gilmanii Tidestr.
- Astragalus gilvanensis Ranjbar & Nouri
- Astragalus gilviflorus E.Sheld.
- Astragalus gilvus Boiss.
- Astragalus gines-lopezii Talavera, Podlech, Devesa & F.M.Vázquez
- Astragalus glabellus Podlech
- Astragalus glabrescens Gontsch.
- Astragalus glabrifolius Bunge
- Astragalus glabritubus Podlech & L.R.Xu
- Astragalus gladiatus Boiss.
- Astragalus glaucacanthos Fisch.
- Astragalus glaucophylloide s Bornm. & Woronow
- Astragalus glaucophyllus Bunge
- Astragalus glaucops Hausskn. ex Bornm.
- Astragalus glaux L.
- Astragalus globiceps Bunge
- Astragalus globiflorus Boiss.
- Astragalus globosus Vahl
- Astragalus glochideus Boriss.
- Astragalus glochidiatus Maassoumi
- Astragalus glomeratus Ledeb.
- Astragalus glumaceus Boiss.
- Astragalus glycyphylloides  DC.
- Astragalus glycyphyllos L. – traganek szerokolistny
- Astragalus gobicus Hanelt & Davazamc
- Astragalus goeznensis Eig
- Astragalus goldmanii M.E.Jones
- Astragalus golmunensis Y.C.Ho
- Astragalus gombo Coss. & Durieu ex Bunge
- Astragalus gomboeformis Pomel
- Astragalus gompholobium Benth. ex Bunge
- Astragalus gongliuensis Podlech & L.R.Xu
- Astragalus gongshanensis Podlech & L.R.Xu
- Astragalus gontscharovii Vassilcz.
- Astragalus gooraiensis L.B.Chaudhary
- Astragalus gorczakovskii L.I.Vassiljeva
- Astragalus goreanus Aitch. & Baker
- Astragalus gorodkovii Jurtzev
- Astragalus gossypinus Fisch.
- Astragalus gracaninii Micevski
- Astragalus gracilidentatus  S.B.Ho
- Astragalus gracilipes Benth. ex Bunge
- Astragalus gracilis Nutt.
- Astragalus graecus Boiss.
- Astragalus grahamianus Benth.
- Astragalus granatensis Lam. – traganek grenadzki
- Astragalus granitovii Sanchir ex N.Ulziykh.
- Astragalus graveolens Benth.
- Astragalus grayi Parry ex S.Watson
- Astragalus gregarius I.Deml
- Astragalus greggii S.Watson
- Astragalus greuteri Bacch. & Brullo
- Astragalus grey-wilsonianu s Podlech
- Astragalus griersonii Podlech
- Astragalus griffithii Benth. ex Bunge
- Astragalus griseus Boiss.
- Astragalus groetzbachii Podlech
- Astragalus grubovii Sanchir
- Astragalus gruinus Barneby
- Astragalus grum-grshimailo i Palib.
- Astragalus gryphus Coss. & Durieu ex Bunge
- Astragalus guanajuatensis Rzed. & Calderón
- Astragalus guatemalensis Hemsl.
- Astragalus gubanovii N.Ulziykh.
- Astragalus gudrunensis Boiss. & Hausskn.
- Astragalus gueldenstaedtia e Bunge
- Astragalus gueruenensis Podlech
- Astragalus guinanicus Y.H.Wu
- Astragalus gulul-saranii Podlech
- Astragalus gummifer Labill. – traganek gumodajny
- Astragalus guttatus Banks & Sol.
- Astragalus guzelsuensis F.Ghahrem., Behçet & Demir
- Astragalus gymnalopecias Rech.f.
- Astragalus gymnolobus Fisch.
- Astragalus gymnopodus Boiss.
- Astragalus gypsaceus Beck
- Astragalus gypsocola Maassoumi & Podlech
- Astragalus gypsodes Barneby
- Astragalus habaheensis Y.X.Liou
- Astragalus habamontis K.T.Fu
- Astragalus hadroacanthus Rech.f. & Gilli
- Astragalus haesitabundus Lipsky
- Astragalus hafez-shirazii Parsa
- Astragalus haiyuanensis Podlech & L.R.Xu
- Astragalus hajastanus Grossh.
- Astragalus hajiabadensis Podlech & Maassoumi
- Astragalus hajijafanensis Maassoumi
- Astragalus hakkariensis Podlech
- Astragalus hakkianus Bagheri, Maassoumi & Rahimin.
- Astragalus halicacabus Lam.
- Astragalus hallii A.Gray
- Astragalus hamadanus Boiss.
- Astragalus hamiensis S.B.Ho
- Astragalus hamiltonii Ced.Porter
- Astragalus hamosus L. – traganek haczykowaty
- Astragalus hamzae Hamzaoglu
- Astragalus hamzaoglui Ketenoglu & Menemen
- Astragalus hancockii Bunge ex Maxim.
- Astragalus handelii H.T.Tsai & T.T.Yu
- Astragalus harazensis Zarre & Podlech
- Astragalus harbisonii Barneby
- Astragalus hareftae (Nábelek) Širj.
- Astragalus harirudensis Zarre & Podlech
- Astragalus harpocarpus Meffert
- Astragalus harrisonii Barneby
- Astragalus harshbergeri (Rydb.) A.E.Estrada, Villarreal & A.Delgado
- Astragalus harsukhianus Rech.f.
- Astragalus hartmanii Rydb.
- Astragalus hartvigii Kit Tan
- Astragalus hartwegii Benth.
- Astragalus hausknechtii Bunge
- Astragalus havianus E.Peter
- Astragalus hebecarpus S.S.Cheng ex S.B.Ho
- Astragalus hecatae Zarre & Podlech
- Astragalus hedgeanus Podlech
- Astragalus hedgei Kirchhoff
- Astragalus heideri Wettst.
- Astragalus heilii S.L.Welsh & N.D.Atwood
- Astragalus heinzianus Maassoumi & Mozaff.
- Astragalus hekmat-safaviae  Ghahrem.
- Astragalus helbaekii Podlech & Ekici
- Astragalus heldreichii Boiss.
- Astragalus helleri Fenzl
- Astragalus helmii Fisch. ex DC.
- Astragalus hemiphaca Kar. & Kir.
- Astragalus hemsleyi Aitch. & Baker
- Astragalus henryi Oliv.
- Astragalus heptapotamicus Sumnev.
- Astragalus herbertii Maassoumi
- Astragalus hermannii Freitag & Podlech
- Astragalus hermoneus Boiss.
- Astragalus hesiensis N.Ulziykh.
- Astragalus heteracanthus Bornm.
- Astragalus heterochrous Bornm.
- Astragalus heterodontus Boriss.
- Astragalus heterodoxus Bunge
- Astragalus heterophyllus Podlech
- Astragalus heterotrichus Gontsch.
- Astragalus heterozyx Maassoumi
- Astragalus hezarensis Zarre & Podlech
- Astragalus hickenii Gómez-Sosa
- Astragalus hidalgensis (Rydb.) Barneby
- Astragalus himalayanus Klotzsch
- Astragalus hintonii Barneby
- Astragalus hirsutissimus DC.
- Astragalus hirsutus Vahl
- Astragalus hirticalyx Boiss. & Kotschy
- Astragalus hirtus Bunge
- Astragalus hispanicus Coss. ex Bunge
- Astragalus hispidulus DC.
- Astragalus hispidus Labill.
- Astragalus hissaricus Lipsky
- Astragalus hoantchy Franch.
- Astragalus hoffmeisteri (Klotzsch) Ali
- Astragalus hohenackeri Boiss.
- Astragalus holmgreniorum Barneby
- Astragalus hololeios Bornm.
- Astragalus holophyllus Boriss.
- Astragalus holopsilus Bunge
- Astragalus holosemius Bunge
- Astragalus homandicus Maassoumi & Podlech
- Astragalus hoodianus Howell
- Astragalus horasanicus Podlech
- Astragalus hornii A.Gray
- Astragalus horridus Boiss.
- Astragalus hoshanbaoensis Podlech & L.R.Xu
- Astragalus hostilis Boiss.
- Astragalus hotianensis S.B.Ho
- Astragalus hotkanensis Maassoumi & Mirtadz.
- Astragalus howellii A.Gray
- Astragalus hsinbaticus P.Y.Fu & Y.A.Chen
- Astragalus huber-morathii Kirchhoff
- Astragalus huiningensis Y.C.Ho
- Astragalus humifusus Willd.
- Astragalus humilis M.Bieb.
- Astragalus humillimus A.Gray
- Astragalus humistratus A.Gray
- Astragalus huochengensis Podlech & L.R.Xu
- Astragalus husseinovii Rzazade
- Astragalus huthianus Freyn & Bornm.
- Astragalus hyalinus M.E.Jones
- Astragalus hyalolepidoides  A.P.Khokhr.
- Astragalus hymenocalyx Boiss.
- Astragalus hymenocystis Fisch. & C.A.Mey.
- Astragalus hymenostegis Fisch. & C.A.Mey.
- Astragalus hypogaeus Ledeb.
- Astragalus hypoglottis L.
- Astragalus hypoleucus S.Schauer
- Astragalus hypoxylus S.Watson
- Astragalus hypsogenus I.M.Johnst.
- Astragalus hypsogeton Bunge
- Astragalus hyrcanus Pall.
- Astragalus hysophilus Podlech & L.R.Xu
- Astragalus hystrix Fisch.
- Astragalus ibicinus Boiss. & Hausskn.
- Astragalus ibrahimianus Maire
- Astragalus icmadophilus Hand.-Mazz.
- Astragalus ictericus Dingler
- Astragalus idaeus Bunge
- Astragalus idrietorum Barneby
- Astragalus igniarius Popov
- Astragalus ignotus Podlech
- Astragalus igoschinae Kamelin & Jurtzev
- Astragalus ihsancalisii Dönmez & Ugurlu
- Astragalus ikonnikovii Podlech
- Astragalus ilachchiensis Ranjbar & Zarin
- Astragalus iliensis Bunge
- Astragalus illinii I.M.Johnst.
- Astragalus imbecillus Maassoumi & Podlech
- Astragalus imetensis Boriss.
- Astragalus imitans Podlech
- Astragalus imitensis Ali
- Astragalus impexus Podlech
- Astragalus inaequalifolius  Basil.
- Astragalus inaniae Göktürk, O.D.Düen & Sümbül
- Astragalus incanus L.
- Astragalus incertus Ledeb.
- Astragalus inchebroonensis  Maassoumi
- Astragalus indistinctus Podlech & Maassoumi
- Astragalus indurescens Gontsch.
- Astragalus inexpectatus Maassoumi & Podlech
- Astragalus infestus Boiss.
- Astragalus inflaticarpus Ponert
- Astragalus inflatus DC.
- Astragalus inflexus Douglas ex Hook.
- Astragalus infractus Sumnev.
- Astragalus innominatus Boriss.
- Astragalus innotabilis Podlech
- Astragalus inquilinus Maassoumi
- Astragalus insignis Gontsch.
- Astragalus insularis Kellogg
- Astragalus intarrensis Franch.
- Astragalus intercedens Sam. ex Rech.f.
- Astragalus interiectus I.Deml
- Astragalus intermixtus (Boriss.) Litv. ex Širj.
- Astragalus inversus M.E.Jones
- Astragalus involutivus Sumnev.
- Astragalus inyoensis E.Sheld.
- Astragalus iodopetalus (Rydb.) Greene ex Barneby
- Astragalus iodotropis Boiss. & Hohen.
- Astragalus ionae Palib.
- Astragalus iranicus Bunge
- Astragalus iranshahrii Maassoumi & Podlech
- Astragalus irinae B.Fedtsch.
- Astragalus irisuensis Boriss.
- Astragalus isabellae Dunn
- Astragalus isauricus Hub.-Mor. & V.A.Matthews
- Astragalus ischredensis Bunge
- Astragalus iselyi S.L.Welsh
- Astragalus ishigensis Maxim. ex Hultén
- Astragalus ishkamishensis Podlech
- Astragalus iskanderi Lipsky
- Astragalus isphairamicus B.Fedtsch.
- Astragalus issatissensis Maassoumi & Mahmoodi
- Astragalus issykkulensis Sytin & Lazkov
- Astragalus jabbor-khailii Kitam.
- Astragalus jacobsii Podlech
- Astragalus jaegerianus Munz
- Astragalus jagnobicus Lipsky
- Astragalus jaliscensis (Rydb.) Barneby
- Astragalus jamzadiae Maassoumi
- Astragalus japonicus H.Boissieu
- Astragalus jarmalii Podlech
- Astragalus jarmolenkoi Gontsch.
- Astragalus jaskensis Maassoumi
- Astragalus jaxarticus Pavlov
- Astragalus jejunus S.Watson
- Astragalus jelenevskyi Sytin
- Astragalus jesdianus Boiss. & Buhse
- Astragalus jessenii Bunge
- Astragalus jigenensis Y.H.Wu
- Astragalus jiuquanensis S.B.Ho
- Astragalus jodostachys Boiss. & Buhse
- Astragalus joergensenii I.M.Johnst.
- Astragalus johannis Boiss.
- Astragalus johannis-howellii Barneby
- Astragalus joharchii Ghahrem.-Nejad & Gaskin
- Astragalus johnstonii Gómez-Sosa
- Astragalus jolderensis B.Fedtsch.
- Astragalus juladakensis Maassoumi
- Astragalus junatovii Sanchir
- Astragalus juniperetorum Gontsch.
- Astragalus junussovii Rassulova
- Astragalus juratzkanus Freyn & Sint.
- Astragalus juvenalis Delile
- Astragalus kabadianus Lipsky
- Astragalus kabristanicus Grossh.
- Astragalus kabutarlanensis  Dehshiri & Maassoumi
- Astragalus kadschorensis Bunge
- Astragalus kahiricus DC.
- Astragalus kalatehensis Maassoumi & Kaz.Osaloo
- Astragalus kaleibarensis Podlech
- Astragalus kamarinensis C.Brullo, Brullo, Giusso, Miniss. & Sciandr.
- Astragalus kamelinii Podlech
- Astragalus kapherrianus Fisch.
- Astragalus karabaghensis Bunge
- Astragalus karabilicus Popov
- Astragalus karakalensis Freyn & Sint.
- Astragalus karakorensis Pamp.
- Astragalus karakugensis Bunge
- Astragalus karamasicus Boiss. & Balansa
- Astragalus karataviensis Pavlov
- Astragalus karategini Gontsch.
- Astragalus karatjubeki Golosk.
- Astragalus karelinianus Popov
- Astragalus karjaginii Boriss.
- Astragalus karkarensis Popov
- Astragalus karl-heinzii Maassoumi
- Astragalus kasachstanicus Golosk.
- Astragalus kaschkadarjensis Gontsch.
- Astragalus kashafensis Podlech
- Astragalus kashmarensis Maassoumi & Podlech
- Astragalus kashmirensis Bunge
- Astragalus kastamonuensis D.F.Chamb. & V.A.Matthews
- Astragalus kaswinensis Bornm.
- Astragalus katunicus Pjak
- Astragalus kaufmannii Krylov
- Astragalus kavirensis Freitag
- Astragalus kawakamii Matsum.
- Astragalus kazbeki Kharadze
- Astragalus kazempourii Bagheri, Maassoumi & Mahmoodi
- Astragalus kazymbeticus Saposhn. ex Sumnev.
- Astragalus kelifi Lipsky
- Astragalus kelikanensis Podlech
- Astragalus kelishomensis Maassoumi, Mozaff. & Moradi
- Astragalus kelleri Popov
- Astragalus kelseyae B.L.Corbin
- Astragalus keminensis Isakov
- Astragalus kendyrlykii Popov
- Astragalus kenteicus N.Ulziykh.
- Astragalus kentrophyllus Podlech
- Astragalus kentrophyta A.Gray
- Astragalus keratensis Bunge
- Astragalus keredjensis Podlech
- Astragalus kerkukensis Bornm.
- Astragalus kermanschahensis Bornm.
- Astragalus kerrii P.J.Knight & Cully
- Astragalus kessleri Trautv.
- Astragalus khadem-kandicus  Maassoumi & Podlech
- Astragalus khajehensis Ghahrem.-Nejad
- Astragalus khajiboulaghens is Maassoumi
- Astragalus khalifatensis Ali
- Astragalus khaneradarensis  Širj. & Rech.f.
- Astragalus kharvanensis Ranjbar
- Astragalus khasianus Benth. ex Bunge
- Astragalus khassanovii Podlech
- Astragalus khatamsaziae Maassoumi
- Astragalus khokhrjakovii Sytin & Podlech
- Astragalus khongensis Maassoumi, Joharchi & Podlech
- Astragalus khonikensis Nasseh & Joharchi
- Astragalus khoshjailensis Širj. & Rech.f.
- Astragalus khosrowabadensis Ranjbar & Karamian
- Astragalus khunsarensis Zarre & Podlech
- Astragalus khwaja-muhammadensis Podlech
- Astragalus kialensis N.D.Simpson
- Astragalus kiamaky-daghensis Maassoumi & Podlech
- Astragalus kifonsanicus Ulbr.
- Astragalus kirchhoffiae Podlech
- Astragalus kirghisorum Gontsch.
- Astragalus kirilovii Podlech
- Astragalus kirpicznikovii Grossh.
- Astragalus kirrindicus Boiss.
- Astragalus kirshehiricus D.F.Chamb.
- Astragalus kiviensis Ranjbar & Rahimin.
- Astragalus kjurendaghi V.A.Nikitin
- Astragalus klementzii N.Ulziykh.
- Astragalus knightii Barneby
- Astragalus knorringianus Boriss.
- Astragalus koburensis Bunge
- Astragalus kochakii Aytaç & H.Duman
- Astragalus koelzii Barneby
- Astragalus kohrudicus Bunge
- Astragalus koikitaensis Rassulova
- Astragalus kokandensis Bunge
- Astragalus komarovii Lipsky
- Astragalus kongrensis Benth. ex Baker
- Astragalus kongurensis Podlech
- Astragalus kopalensis Lipsky
- Astragalus kopetdaghi Boriss.
- Astragalus kordloricus Zarre
- Astragalus korolkowii Bunge
- Astragalus korotkovae Kamelin & Kovalevsk.
- Astragalus koschukensis Boiss.
- Astragalus koslovii B.Fedtsch. & Basil. ex N.Ulziykh.
- Astragalus kotschyanus Boiss.
- Astragalus koulehensis Podlech
- Astragalus kralikii Coss. ex Batt.
- Astragalus krascheninnikovii Kamelin
- Astragalus krasnovii Popov
- Astragalus krauseanus Regel
- Astragalus kronenburgii B.Fedtsch. ex Kneuck.
- Astragalus krylovii Schischk.
- Astragalus kubensis Grossh.
- Astragalus kudrjaschovii Korol.
- Astragalus kugartensis Boriss.
- Astragalus kuhidashtehensis Podlech
- Astragalus kukkonenii Podlech
- Astragalus kukunoricus N.Ulziykh.
- Astragalus kulabensis Lipsky
- Astragalus kuldshensis Bunge
- Astragalus kuldzhuktauense  F.O.Khass., Shomur. & Esankulov
- Astragalus kunarensis Podlech
- Astragalus kunlunensis H.Ohba, S.Akiyama & S.K.Wu
- Astragalus kuramensis Baker
- Astragalus kurdicus Boiss.
- Astragalus kurnet-es-saudae Eig
- Astragalus kurtschumensis Bunge
- Astragalus kuschakewiczii B.Fedtsch.
- Astragalus kuschkensis Boriss.
- Astragalus kushmasarensis Vassilcz.
- Astragalus kusnetzovii Popov ex Kovalevsk.
- Astragalus kustanaicus Popov
- Astragalus lacei (Ali) Kirchhoff
- Astragalus laceratus Lipsky
- Astragalus lachnolobus Kovalevsk. & Vved.
- Astragalus laconicus Iatroú & Kit Tan
- Astragalus lacteus Heldr. & Sart.
- Astragalus lacus-valashti Maassoumi, Podlech & Jalili
- Astragalus ladakhensis R.R.Rao & Balodi
- Astragalus laetabilis Podlech & L.R.Xu
- Astragalus laetus Bunge
- Astragalus lagobromus Knjaz. & Kulikov
- Astragalus lagopodioides Vahl
- Astragalus lagopoides Lam.
- Astragalus laguriformis Freyn
- Astragalus laguroides Pall.
- Astragalus lalandei Podlech
- Astragalus lalesarensis Bornm.
- Astragalus lamalaensis Z.C.Ni
- Astragalus lamarckii Boiss.
- Astragalus lambinonii Podlech
- Astragalus lamondiae I.Deml
- Astragalus lanatus Labill.
- Astragalus lanceolatus Bunge
- Astragalus lang-ranii Podlech
- Astragalus langtangensis Podlech
- Astragalus lanzhouensis Podlech & L.R.Xu
- Astragalus laricus Boiss. & Hohen.
- Astragalus laristanicus Bornm. & Gauba
- Astragalus larvatus Sumnev.
- Astragalus lasiocalycinus Podlech & Maassoumi
- Astragalus lasiocalyx Gontsch.
- Astragalus lasioglottis Steven
- Astragalus lasiopetalus Bunge
- Astragalus lasiosemius Boiss.
- Astragalus lasiostylus F.G.L.Fisch.
- Astragalus laspurensis Ali
- Astragalus lateritiiformis  Zarre, Maassoumi & Podlech
- Astragalus lateritius Boiss. & Hausskn.
- Astragalus latianicus Maassoumi & Ranjbar
- Astragalus latifolius Lam.
- Astragalus latistipulatus D.F.Chamb.
- Astragalus latiunguiculatus Y.C.Ho
- Astragalus latusioides Maassoumi & Zarre
- Astragalus lavrenkoi Kamelin
- Astragalus laxmannii Jacq.
- Astragalus layneae Greene
- Astragalus leansanicus Ulbr.
- Astragalus ledinghamii Barneby
- Astragalus legionensis Barneby
- Astragalus lehmannianus Bunge
- Astragalus leibergii M.E.Jones
- Astragalus leiophyllus Freyn & Bornm.
- Astragalus leiophysa Bunge
- Astragalus leiosemius (Lipsky) Popov
- Astragalus lemmonii A.Gray
- Astragalus lenensis Shemetova, Shaulo & Lomon.
- Astragalus lentiformis A.Gray
- Astragalus lentiginosus Douglas ex Hook.
- Astragalus lentilobus Kamelin & Kovalevsk.
- Astragalus leonardii Maassoumi
- Astragalus leontinus Wulfen
- Astragalus lepidus Podlech
- Astragalus leporinus Boiss.
- Astragalus lepsensis Bunge
- Astragalus leptaleus A.Gray
- Astragalus leptocarpus Torr. & A.Gray
- Astragalus leptocaulis Ledeb.
- Astragalus leptocladus Podlech & L.R.Xu
- Astragalus leptophysus Vved.
- Astragalus leptopus Popov
- Astragalus leptostachys Pall.
- Astragalus leptothalamus Boiss. ex Bunge
- Astragalus leptus Boiss.
- Astragalus leptynticus Maassoumi
- Astragalus lesbiacus Candargy
- Astragalus lessertioides Benth. ex Bunge
- Astragalus leucocalyx Popov
- Astragalus leucocephalus Benth.
- Astragalus leucocladus Bunge
- Astragalus leucolachnus Boiss.
- Astragalus leucolobus Parry ex M.E.Jones
- Astragalus leucomallophorus Bornm. & Širj.
- Astragalus leucophanus Bornm.
- Astragalus leucoptilus Boiss. & Hausskn.
- Astragalus leucothrix Freyn & Bornm.
- Astragalus levidensis Podlech & L.R.Xu
- Astragalus levieri Freyn ex Sommier & Levier
- Astragalus lhorongensis P.C.Li & C.C.Ni
- Astragalus licentianus Hand.-Mazz.
- Astragalus lilacinus Boiss.
- Astragalus limariensis Muñoz
- Astragalus limnocharis Barneby
- Astragalus limprichtii Ulbr.
- Astragalus linczevskii Gontsch.
- Astragalus lindheimeri Engelm. ex A.Gray
- Astragalus lineatus Lam.
- Astragalus linifolius Osterh.
- Astragalus lipschitzii Pavlov
- Astragalus lipskyi Popov
- Astragalus listoniae Boiss.
- Astragalus lithophilus Kar. & Kir.
- Astragalus litwinowianus Gontsch.
- Astragalus litwinowii Lipsky
- Astragalus loanus Barneby
- Astragalus lobbichleri Podlech
- Astragalus lobophorus Boiss.
- Astragalus lonchocarpus Torr.
- Astragalus longicaulis Pomel
- Astragalus longicuspis Bunge
- Astragalus longidentatus Chater
- Astragalus longifolius Lam.
- Astragalus longilobus E.Peter
- Astragalus longipetalus Chater
- Astragalus longipetiolatus  Popov
- Astragalus longiracemosus N.Ulziykh.
- Astragalus longirostratus Pau
- Astragalus longiscapus C.C.Ni & P.C.Li
- Astragalus longisepalus Rassulova
- Astragalus longissimus (M.E.Jones) Barneby
- Astragalus longistipitatus  Boriss.
- Astragalus longistylus Bunge
- Astragalus longisubulatus Podlech
- Astragalus longivexillatus  Podlech & Ekici
- Astragalus looseri I.M.Johnst.
- Astragalus lorinserianus Freyn
- Astragalus lotiflorus Hook.
- Astragalus lucidus H.T.Tsai & T.T.Yu
- Astragalus luculentus Podlech & L.R.Xu
- Astragalus lumsdenianus Aitch. & Baker
- Astragalus lunatus Pall.
- Astragalus lupulinus Pall.
- Astragalus lurorum Bornm.
- Astragalus lustricola Podlech & L.R.Xu
- Astragalus luteiflorus N.Ulziykh.
- Astragalus luteolus H.T.Tsai & T.T.Yu
- Astragalus lutosus M.E.Jones
- Astragalus luxurians Bunge
- Astragalus lyallii A.Gray
- Astragalus lycaonicus Hub.-Mor. & Reese
- Astragalus lychnobius Podlech & L.R.Xu
- Astragalus lycioides Boiss.
- Astragalus lycius Boiss.
- Astragalus lyonnetii Barneby
- Astragalus maabudii Ranjbar
- Astragalus maarofii Podlech & Maassoumi
- Astragalus maassoumii Podlech
- Astragalus mackeviczii Gontsch.
- Astragalus macriculus Podlech & L.R.Xu
- Astragalus macrobotrys Bunge
- Astragalus macrocarpus DC.
- Astragalus macrocephalus Willd.
- Astragalus macrocladus Bunge
- Astragalus macrodon (Hook. & Arn.) A.Gray
- Astragalus macrolobus M.Bieb.
- Astragalus macronyx Bunge
- Astragalus macropelmatus Bunge
- Astragalus macropetalus Schrenk
- Astragalus macropodium Lipsky
- Astragalus macropus Bunge
- Astragalus macrosemius Boiss. & Hohen.
- Astragalus macrostachys DC.
- Astragalus macrostephanus (S.B.Ho) Podlech & L.R.Xu
- Astragalus macrotropis Bunge
- Astragalus macrouroides Hub.-Mor.
- Astragalus macrourus Fisch. & C.A.Mey.
- Astragalus magdalenae Greene
- Astragalus magellanicus Gómez-Sosa
- Astragalus magistratus Maassoumi, Ghahr. & Mozaff.
- Astragalus magnibracteatus  Maassoumi & Maroofi
- Astragalus magnibracteus Y.H.Wu
- Astragalus magnificus Kolak.
- Astragalus magnifolius Parsa
- Astragalus mahmutlarensis Podlech
- Astragalus mahneshanensis Maassoumi & Moussavi
- Astragalus mahoschanicus Hand.-Mazz.
- Astragalus mailiensis B.Fedtsch.
- Astragalus maireanus Greuter & Burdet
- Astragalus maiusculus Podlech & L.R.Xu
- Astragalus majevskianus Krylov
- Astragalus majixueshanicus  Y.H.Wu
- Astragalus makuensis Maassoumi, Bagheri & Rahimin.
- Astragalus malacoides Barneby
- Astragalus malacus A.Gray
- Astragalus malatyaensis Podlech
- Astragalus malcolmii Hemsl. & H.Pearson
- Astragalus managettae Širj. & Rech.f.
- Astragalus managildensis B.Fedtsch.
- Astragalus maniaticus Kit Tan & Strid
- Astragalus maowensis Podlech & L.R.Xu
- Astragalus maquensis Y.H.Wu
- Astragalus marandicus Podlech
- Astragalus mardinensis Nábelek
- Astragalus mareoticus Delile
- Astragalus margonensis Ranjbar, Rahimin. & Raufi
- Astragalus margusaricus Lipsky
- Astragalus marinus Boriss.
- Astragalus mario-sousae A.E.Estrada, Villarreal & C.Yen
- Astragalus maritimus Moris
- Astragalus marivanensis Podlech & Maassoumi
- Astragalus markasicus Podlech & Maassoumi
- Astragalus maroccanus Braun-Blanq. & Maire
- Astragalus martinii Spellenb., Van Devender & P.D.Jenkins
- Astragalus marzanabadensis  Maassoumi
- Astragalus masenderanus Bunge
- Astragalus massagetowii B.Fedtsch.
- Astragalus massalskyi Grossh.
- Astragalus matiensis P.C.Li
- Astragalus mattam H.T.Tsai & T.T.Yu
- Astragalus matthewsiae Podlech & Kirchhoff
- Astragalus maurorum Murb.
- Astragalus maurus (Humbert & Maire) Pau
- Astragalus maximowiczii Trautv.
- Astragalus maxwellii Benth.
- Astragalus medius Schrenk
- Astragalus megacarpus (Nutt.) A.Gray
- Astragalus megalanthus DC.
- Astragalus megalocystis Bunge
- Astragalus megalomerus Bunge
- Astragalus megalotropis C.A.Mey. ex Bunge
- Astragalus megricus Grossh.
- Astragalus mehranensis Maassoumi & Mozaff.
- Astragalus mehrizianus Podlech & Maassoumi
- Astragalus meimandicus Maassoumi & Vakili
- Astragalus mekongensis Podlech
- Astragalus melanocalyx Boiss.
- Astragalus melanocephalus Boiss.
- Astragalus melanochiton I.Deml
- Astragalus melanocladus Lipsky
- Astragalus melanocomus Popov
- Astragalus melanodon Boiss.
- Astragalus melanophrurius Boiss.
- Astragalus melanostachys Benth. ex Bunge
- Astragalus melanostictus Freyn
- Astragalus melilotoides Pall.
- Astragalus melitenensis Boiss.
- Astragalus membranostipulu s Maassoumi
- Astragalus memnonius Maassoumi & Podlech
- Astragalus memoriosus Pakravan, Nasseh & Maassoumi
- Astragalus mendocinus Gómez-Sosa
- Astragalus mercklinii Boiss. & Buhse
- Astragalus merkensis Kamelin & Kovalevsk.
- Astragalus merxmuelleri Podlech
- Astragalus meshkinensis Podlech
- Astragalus meskheticus Manden.
- Astragalus mesogitanus Boiss.
- Astragalus mesoleios Boiss. & Hohen.
- Astragalus mesopterus Griseb.
- Astragalus meyeri Boiss.
- Astragalus michauxianus Boiss.
- Astragalus michauxii (Kuntze) F.J.Herm.
- Astragalus micrancistrus Boiss. & Hausskn.
- Astragalus micranthellus Wedd.
- Astragalus micranthus Desf.
- Astragalus microcalycinus Širj. & Rech.f.
- Astragalus microcephalus Willd.
- Astragalus microcymbus Barneby
- Astragalus microcystis A.Gray
- Astragalus microfoliolatus  Nasseh
- Astragalus micromerius Barneby
- Astragalus microphysa Boiss.
- Astragalus microphysopsis (Tietz) Podlech
- Astragalus micropterus Fisch.
- Astragalus microrchis Barneby
- Astragalus mieheorum Podlech & L.R.Xu
- Astragalus migpo Kamelin
- Astragalus miguelensis Greene
- Astragalus mikrophytoides Podlech
- Astragalus mikrophyton Širj. & Rech.f.
- Astragalus minhensis X.Y.Zhu & C.J.Chen
- Astragalus miniatus Bunge
- Astragalus minimus Vogel
- Astragalus minshanensis K.T.Fu
- Astragalus minthorniae (Rydb.) Jeps.
- Astragalus minudentatus Y.C.Ho
- Astragalus minutissimus Wedd.
- Astragalus minutulus Maassoumi
- Astragalus mirabilis Lipsky
- Astragalus miralamensis Podlech
- Astragalus mironovii Pachom. & Rassulova
- Astragalus mirus Sosn.
- Astragalus misellus S.Watson
- Astragalus miser Douglas ex Hook.
- Astragalus miseriflorus Širj. & Rech.f.
- Astragalus mishodaghmontanus Ranjbar, Karamian & Nouri
- Astragalus missouriensis Nutt.
- Astragalus miyalomontis P.C.Li
- Astragalus moabiticus Post
- Astragalus modestus Boiss. & Hohen.
- Astragalus moellendorffii Bunge ex Maxim.
- Astragalus moencoppensis M.E.Jones
- Astragalus mogoltavicus Popov
- Astragalus mohavensis S.Watson
- Astragalus mokeevae Popov
- Astragalus mokiacensis A.Gray
- Astragalus molestus Rech.f.
- Astragalus mollis M.Bieb.
- Astragalus mollissimus Torr.
- Astragalus molybdenus Barneby
- Astragalus monadelphus Bunge ex Maxim.
- Astragalus monanthemus Boiss.
- Astragalus monbeigii N.D.Simpson
- Astragalus mongholicus Bunge – traganek mongolski
- Astragalus monoensis Barneby
- Astragalus monophyllus Bunge ex Maxim.
- Astragalus monozyx Bornm.
- Astragalus monspessulanus L. – traganek francuski
- Astragalus monteroi I.M.Johnst.
- Astragalus monticola Phil.
- Astragalus montis-alamkuhi  Maassoumi
- Astragalus montis-aquillae  Grossh.
- Astragalus montis-bakhtiari  Maassoumi & Sardari
- Astragalus montis-nacarouzii Maassoumi & Maroofi
- Astragalus montis-parrowii  Maassoumi & Nemati
- Astragalus montis-queydari  F.Ghahrem., Maassoumi & Bagheri
- Astragalus montis-varvashti Podlech
- Astragalus montismishoudaghi  Sheikh Akbari Mehr, Ghorbani & Maassoumi
- Astragalus montivagus Podlech & L.R.Xu
- Astragalus monumentalis Barneby
- Astragalus moranii Barneby
- Astragalus mostafa-assadii  Bagheri, Maassoumi, F.Ghahrem. & Podlech
- Astragalus moupinensis Franch.
- Astragalus moussavii Maassoumi, Ghahr.-Nejad & Ghahr.
- Astragalus movlavius Parsa
- Astragalus moyanoi Speg.
- Astragalus mozaffarianii Maassoumi
- Astragalus mucidus Bunge ex Boiss.
- Astragalus mucronifolius Boiss.
- Astragalus muelleri Steud. & Hochst.
- Astragalus mugliensis Podlech & Ekici
- Astragalus mugosaricus Bunge
- Astragalus mulfordiae M.E.Jones
- Astragalus muliensis Hand.-Mazz.
- Astragalus multiceps Benth.
- Astragalus multijugus DC.
- Astragalus mundulus Podlech
- Astragalus munroi Benth. ex Bunge
- Astragalus munzurensis Yild.
- Astragalus murinus Boiss.
- Astragalus musaianus Maassoumi & Joharchi
- Astragalus muschianus Kotschy & Boiss.
- Astragalus muschketowii B.Fedtsch.
- Astragalus musiniensis M.E.Jones
- Astragalus mutus Podlech
- Astragalus myriacanthus Boiss.
- Astragalus nabelekii Czeczott
- Astragalus naftabensis Širj. & Rech.f.
- Astragalus nagaii Nakai
- Astragalus naghadehensis (Tietz & Zarre) Naderi Safar & Maassoumi
- Astragalus nahavandicus Maassoumi
- Astragalus nainitalensis L.B.Chaudhary
- Astragalus nakaianus Y.N.Lee
- Astragalus nakaoi Kitam.
- Astragalus nalbandanicus Podlech
- Astragalus namanganicus Popov
- Astragalus nanellus H.T.Tsai & T.T.Yu
- Astragalus nanfengensis Z.C.Ni
- Astragalus nangxianensis P.C.Li & C.C.Ni
- Astragalus nanjiangianus K.T.Fu
- Astragalus nankotaizanensis Sasaki
- Astragalus nanshanicus Podlech & L.R.Xu
- Astragalus narmanicus Karaman & Aytaç
- Astragalus naturitensis Payson
- Astragalus nebrodensis (Guss.) Strobl
- Astragalus nedjefabadensis  Parsa
- Astragalus neglectus (Torr. & A.Gray) E.Sheld.
- Astragalus nelidae Gómez-Sosa
- Astragalus nelsonianus Barneby
- Astragalus nematodes Bunge ex Boiss.
- Astragalus nemorosus Batt.
- Astragalus nenilinii Khass. & Malzev
- Astragalus neoassadabadensis F.Ghahrem. & Maassoumi
- Astragalus neoassadianus Ranjbar
- Astragalus neobarnebyanus Gómez-Sosa
- Astragalus neobotschantzevii Turak., F.O.Khass. & Gaffarov
- Astragalus neoburkartianus  Gómez-Sosa
- Astragalus neocarpus Gómez-Sosa
- Astragalus neochaldoranicus Podlech & Maassoumi
- Astragalus neochorgosicus Podlech
- Astragalus neoiranshahrii Maassoumi & Amini Rad
- Astragalus neokarelinianus  Knjaz.
- Astragalus neolipskyanus Popov
- Astragalus neomaassoumianus Ranjbar
- Astragalus neomexicanus Wooton & Standl.
- Astragalus neomobayenii Maassoumi
- Astragalus neomonodelphus H.T.Tsai & T.T.Yu
- Astragalus neomozaffarianii Maassoumi
- Astragalus neopodlechii Maassoumi
- Astragalus neopopovii Golosk.
- Astragalus neosytinii Ranjbar
- Astragalus nepalensis Podlech
- Astragalus nephtonensis Freyn
- Astragalus neplii Podlech
- Astragalus nervifolius Maassoumi, Podlech & Zarre
- Astragalus nervistipulus Boiss. & Hausskn.
- Astragalus nervulosus Eig & Reese ex Hub.-Mor.
- Astragalus neubauerianus Širj. & Rech.f.
- Astragalus neuquenensis Gómez-Sosa
- Astragalus neurocarpus Boiss.
- Astragalus neurophyllus Franch.
- Astragalus nevadensis Boiss.
- Astragalus nevinii A.Gray ex Lyon
- Astragalus nevskii Gontsch.
- Astragalus newberryi A.Gray
- Astragalus neyshaburensis Podlech
- Astragalus nezaketiae A.Duran & Aytaç
- Astragalus nezva-montis Podlech & Zarre
- Astragalus nicharensis Bunge
- Astragalus nicolaii Boriss.
- Astragalus nicorae Gómez-Sosa
- Astragalus nidularius Barneby
- Astragalus nigdeanus Podlech & Ekici
- Astragalus nigricans Barneby
- Astragalus nigriceps Popov
- Astragalus nigrifructus Podlech & Aytaç
- Astragalus nigritus Širj. & Rech.f.
- Astragalus nigrivestitus Podlech & I.Deml
- Astragalus nigrocalycinus Podlech
- Astragalus nigrocalyx Slobodov ex Grig.
- Astragalus nigrocarpus Khass. & Malzev
- Astragalus nigrodentatus N.Ulziykh. ex Podlech & L.R.Xu
- Astragalus nigrolineatus Širj. & Rech.f.
- Astragalus nigropedunculatus Podlech & Ekici
- Astragalus nikitinae B.Fedtsch.
- Astragalus ninae Pavlov
- Astragalus ningxiaensis Podlech & L.R.Xu
- Astragalus nitidiflorus Jiménez & Pau
- Astragalus nitidissimus Greuter & Burdet
- Astragalus nivalis Kar. & Kir.
- Astragalus nivicola Gómez-Sosa
- Astragalus nobilis Bunge & B.Fedtsch.
- Astragalus noeanus Boiss.
- Astragalus nokoensis Sasaki
- Astragalus norvegicus Weber – traganek norweski
- Astragalus notabilis Podlech
- Astragalus nothoxys A.Gray
- Astragalus novissimus Podlech & L.R.Xu
- Astragalus nowroozii Podlech & Zarre
- Astragalus nubicola Podlech
- Astragalus nucifer Bunge
- Astragalus nucleosus Popov
- Astragalus nudisiliquus A.Nelson
- Astragalus nudus Clos
- Astragalus nummularius Lam.
- Astragalus nuoergongensis L.Q.Zhao & Xu Ri
- Astragalus nurabadensis Maassoumi & Podlech
- Astragalus nuratensis Popov
- Astragalus nurensis Boiss. & Buhse
- Astragalus nutans M.E.Jones
- Astragalus nutriosensis S.C.Sand.
- Astragalus nuttallianus DC.
- Astragalus nuttallii (Torr. & A.Gray) J.T.Howell
- Astragalus nutzotinensis J.Rousseau
- Astragalus nydeggeri Zarre & H.Duman
- Astragalus nyensis Barneby
- Astragalus obcordatus Elliott
- Astragalus obscurus S.Watson
- Astragalus obtusifoliolus (S.B.Ho) Podlech & L.R.Xu
- Astragalus obtusifolius DC.
- Astragalus occultus Podlech & L.R.Xu
- Astragalus ochotensis A.P.Khokhr.
- Astragalus ochranthus Gontsch.
- Astragalus ochreatus Bunge
- Astragalus ochrias Bunge ex Maxim.
- Astragalus ochrochlorus Boiss. & Hohen.
- Astragalus octopus C.C.Towns.
- Astragalus odoratus Lam.
- Astragalus ohbaensis Podlech
- Astragalus oihorensis Ali
- Astragalus olangensis Maassoumi & Joharchi
- Astragalus olchonensis Gontsch.
- Astragalus oldenburgii B.Fedtsch.
- Astragalus oleifolius DC.
- Astragalus olgae Bunge
- Astragalus oligoflorus Maassoumi, Ghahrem. & Javadi
- Astragalus oligophyllus Boiss.
- Astragalus oltensis Grossh.
- Astragalus olurensis Podlech
- Astragalus omissus Pachom.
- Astragalus oncotrichus Bunge
- Astragalus oniciformis Barneby
- Astragalus onobrychioides M.Bieb.
- Astragalus onobrychis L. – traganek długokwiatowy
- Astragalus oocalycis M.E.Jones
- Astragalus oocarpus A.Gray
- Astragalus oocephalus Boiss.
- Astragalus oophorus S.Watson
- Astragalus ophiocarpus Benth. ex Bunge
- Astragalus oplites Benth. ex R.Parker
- Astragalus orbicularifolius P.C.Li & C.C.Ni
- Astragalus orbiculatus Ledeb.
- Astragalus orcuttianus S.Watson
- Astragalus ordosicus H.C.Fu
- Astragalus ordubadensis Grossh.
- Astragalus oreades C.A.Mey.
- Astragalus oreganus Nutt.
- Astragalus oreites Beck
- Astragalus oreocharis Podlech & L.R.Xu
- Astragalus orientopersicus  F.Ghahrem., Joharchi, Fereid. & Hoseini
- Astragalus ornithopodioides Lam.
- Astragalus ornithorrhynchus Popov
- Astragalus oropolitanus Knjaz. & Kulikov
- Astragalus orthocarpoides Širj. & Rech.f.
- Astragalus orthocarpus Boiss.
- Astragalus ortholobiformis  Sumnev.
- Astragalus ortholobus Bunge
- Astragalus orthorhynchus Bornm.
- Astragalus osterhoutii M.E.Jones
- Astragalus otiporensis Boiss.
- Astragalus ovabaghensis Akan & Aytaç
- Astragalus ovalis Boiss. & Balansa
- Astragalus ovatus DC.
- Astragalus ovczinnikovii Boriss.
- Astragalus oviger Boiss.
- Astragalus ovinus Boiss.
- Astragalus ovoideus Širj. & Rech.f.
- Astragalus owirensis Ali ex Podlech
- Astragalus oxyglottis Steven ex M.Bieb.
- Astragalus oxyglottoides Bornm. & Gauba
- Astragalus oxyodon Baker
- Astragalus oxyphysopsis Barneby
- Astragalus oxyphysus A.Gray
- Astragalus oxypterus Boriss.
- Astragalus oxyrhynchus Hemsl.
- Astragalus oxytropifolius Boiss.
- Astragalus pachypus Greene
- Astragalus pachyrhachis Širj. & Rech.f.
- Astragalus pachyrrhizus Popov
- Astragalus pachystachys Bunge
- Astragalus packardiae (Barneby) J.F.Sm. & Zimmers
- Astragalus pakistanicus Podlech
- Astragalus pakravaniae Podlech & Maassoumi
- Astragalus paktiensis Podlech
- Astragalus palaestinus Eig
- Astragalus palenae (Phil.) Reiche
- Astragalus palibinii Polozhij
- Astragalus pallasii Spreng.
- Astragalus pallescens M.Bieb.
- Astragalus palmeri A.Gray
- Astragalus pamirensis Franch.
- Astragalus panamintensis E.Sheld. ex Coult.
- Astragalus panduratus Bunge
- Astragalus papillosus Podlech
- Astragalus paposanus I.M.Johnst.
- Astragalus paradoxus Bunge
- Astragalus paraglycyphyllos H.Boissieu
- Astragalus paragriseus Ponert
- Astragalus paralipomenus Bunge
- Astragalus paralurges Bunge
- Astragalus paralurgiformis  F.Ghahrem., Maassoumi & Bagheri
- Astragalus pardalinus (Rydb.) Barneby
- Astragalus parkeri I.Deml
- Astragalus parnassi Boiss.
- Astragalus parodii I.M.Johnst.
- Astragalus paroensis Podlech
- Astragalus parryi A.Gray
- Astragalus parvarensis Podlech & Sytin
- Astragalus parvicarinatus S.B.Ho
- Astragalus parvulus Bornm.
- Astragalus parvus Hemsl.
- Astragalus parwanicus Podlech & I.Deml
- Astragalus pascuicola Podlech
- Astragalus pasqualensis M.E.Jones
- Astragalus patagonicus (Phil.) Speg.
- Astragalus patentipilosus Kitam.
- Astragalus patentivillosus  Gontsch.
- Astragalus patnosicus D.F.Chamb. & V.A.Matthews
- Astragalus patrius Maassoumi
- Astragalus pattersonii A.Gray
- Astragalus patulepilosus Širj. & Rech.f.
- Astragalus paucifoliolatus  Podlech
- Astragalus paucijugus Schrenk
- Astragalus pauper Bunge
- Astragalus pauperculus Greene
- Astragalus pauperiflorus Bornm.
- Astragalus pauperiformis B.Fedtsch.
- Astragalus pauranthus I.M.Johnst.
- Astragalus pauxillis Maassoumi & Ghahrem.
- Astragalus pavlovianus Gamajun.
- Astragalus pavlovii B.Fedtsch. & Basil.
- Astragalus paysonii (Rydb.) Barneby
- Astragalus peckii Piper
- Astragalus pecten-erinis I.Deml
- Astragalus pecten-hystrici s I.Deml
- Astragalus pectinatus (Hook.) Douglas ex G.Don
- Astragalus pediculariformis Maassoumi
- Astragalus peduncularis Benth.
- Astragalus pedunculosus Popov
- Astragalus pehuenches Niederl.
- Astragalus pelliger Fenzl
- Astragalus pellitus Bunge
- Astragalus peltatus Podlech & I.Deml
- Astragalus peltopsis Podlech & Rech.f.
- Astragalus pendulatopetalu s S.B.Ho & Z.H.Wu
- Astragalus penduliflorus Lam. – traganek zwisłokwiatowy
- Astragalus pendulinus Popov & B.Fedtsch.
- Astragalus pendulipodus Ranjbar & Karamian
- Astragalus pendulus DC.
- Astragalus penetratus Maassoumi
- Astragalus penicillatus Podlech
- Astragalus pennatus Bunge
- Astragalus pennellianus Barneby
- Astragalus pentanthus Boiss.
- Astragalus perbrevis Podlech & L.R.Xu
- Astragalus perdurans Podlech
- Astragalus peregrinus Vahl
- Astragalus pereshkhoranicus Maassoumi & Ghahrem.
- Astragalus perianus Barneby
- Astragalus permiensis C.A.Mey. ex Rupr.
- Astragalus perplexans Podlech
- Astragalus persicus (DC.) Fisch. & C.A.Mey.
- Astragalus persimilis Podlech & L.R.Xu
- Astragalus peruvianus Vogel
- Astragalus peterae H.T.Tsai & T.T.Yu
- Astragalus peterfii Jáv.
- Astragalus petkoffii B.Fedtsch.
- Astragalus petraeus Kar. & Kir.
- Astragalus petropolitanus E.Sheld.
- Astragalus petropylensis Bunge
- Astragalus petrovii N.Ulziykh.
- Astragalus petunnikowii Litv.
- Astragalus peymanii Maassoumi
- Astragalus phalacropyton I.Deml
- Astragalus phlomoides Boiss.
- Astragalus phoenix Barneby
- Astragalus phrygius Širj.
- Astragalus physocalyx Fisch.
- Astragalus physocarpus Ledeb.
- Astragalus physodes L.
- Astragalus pickeringii A.Gray
- Astragalus pictiformis Barneby
- Astragalus pileh-khasehensis  Podlech & Maassoumi
- Astragalus pilosior Spellenb. & E.W.Anderson
- Astragalus pilutschensis Gontsch. ex N.Ulziykh.
- Astragalus pindreensis (Benth. ex Baker f.) Ali
- Astragalus pineticola Podlech
- Astragalus pinetorum Boiss.
- Astragalus pinonis M.E.Jones
- Astragalus piptocephalus Boiss. & Hausskn.
- Astragalus piranshahricus Maassoumi & Podlech
- Astragalus piscator Barneby & S.L.Welsh
- Astragalus pish-chakensis Maassoumi
- Astragalus pishanxianensis  Podlech
- Astragalus pisidicus Boiss. & Heldr.
- Astragalus pissisi (Phil.) I.M.Johnst.
- Astragalus piutensis Barneby & Mabb.
- Astragalus plagiophacos Maassoumi & Podlech
- Astragalus plattensis Nutt.
- Astragalus platyfoliolatus  Maassoumi
- Astragalus platyphyllus Kar. & Kir.
- Astragalus platysematus Bunge
- Astragalus platytropis A.Gray
- Astragalus plebeius Boiss.
- Astragalus pleianthus (Shinners) Isely
- Astragalus plumbeus (Nevski) Gontsch.
- Astragalus plumosus Willd.
- Astragalus pluriflorus F.Ghahrem., Maassoumi, Bagheri & Podlech
- Astragalus podlechii I.Deml
- Astragalus podocarpus C.A.Mey.
- Astragalus podoloboides Maassoumi
- Astragalus podolobus Boiss. & Hohen.
- Astragalus podosphaerus Boiss. & Hausskn.
- Astragalus polaris (Seem.) Benth.
- Astragalus polemoniacus Bunge
- Astragalus polhillii Podlech
- Astragalus poliotrichus Bornm.
- Astragalus politovii Krylov
- Astragalus polozhiae Timokhina
- Astragalus poluninii Podlech
- Astragalus polyacanthus Benth.
- Astragalus polyanthus Bunge
- Astragalus polybotrys Boiss.
- Astragalus polyceras Kar. & Kir.
- Astragalus polycladus Bureau & Franch.
- Astragalus polystachys Maassoumi
- Astragalus polytimeticus Popov
- Astragalus polyzygus Popov
- Astragalus pomonensis M.E.Jones
- Astragalus pomphocalyx Villarreal & M.A.Carranza
- Astragalus ponticus Pall.
- Astragalus popovii Pavlov
- Astragalus porphyreus Podlech & L.R.Xu
- Astragalus porphyrocalyx Y.C.Ho
- Astragalus porphyrodon C.C.Towns.
- Astragalus porphyrophysa Bornm. & Gauba
- Astragalus porrectus S.Watson
- Astragalus potosinus Barneby
- Astragalus praelongus E.Sheld.
- Astragalus praeteritus Podlech & L.R.Xu
- Astragalus pravitzii Podlech
- Astragalus preussii A.Gray
- Astragalus prilipkoanus Grossh.
- Astragalus pringlei S.Watson
- Astragalus procerus Boiss. & Hausskn.
- Astragalus proimanthus Barneby
- Astragalus prominens (Boriss.) Boriss.
- Astragalus prorifer M.E.Jones
- Astragalus prosgaeus Barneby
- Astragalus protectus Maassoumi & Podlech
- Astragalus protractus Boriss.
- Astragalus proximus (Rydb.) Wooton & Standl.
- Astragalus prusianus Boiss.
- Astragalus przewalskii Bunge ex Maxim.
- Astragalus przhevalskianus  Podlech & N.Ulziykh.
- Astragalus psammophilus Golosk.
- Astragalus pseudanthylloides  Gontsch.
- Astragalus pseudo-orthocarpus  Ranjbar
- Astragalus pseudoadsurgens  Jurtzev
- Astragalus pseudoamabilis Podlech & L.R.Xu
- Astragalus pseudoamygdalinus Popov
- Astragalus pseudoarvatensis Podlech & Sytin
- Astragalus pseudoaustralis  Fisch. & C.A.Mey.
- Astragalus pseudobabatagi Pachom. & Rassulova
- Astragalus pseudobagramiensis  Podlech
- Astragalus pseudobeckii Širj. & Rech.f.
- Astragalus pseudoborodinii  S.B.Ho
- Astragalus pseudobrachystachys Širj. & Rech.f.
- Astragalus pseudocapito Podlech
- Astragalus pseudochlorostachys  Ali
- Astragalus pseudocomosus Maassoumi, F.Ghahrem. & Bagheri
- Astragalus pseudocyclophyllus Rech.f.
- Astragalus pseudocylindraceus Bornm.
- Astragalus pseudocytisoides Popov
- Astragalus pseudodianthus Nabiev
- Astragalus pseudoeremophysa Popov
- Astragalus pseudofragifer Tietz
- Astragalus pseudofragrans C.C.Towns.
- Astragalus pseudogompholobium  Podlech
- Astragalus pseudohofmeisteri  Širj. & Rech.f.
- Astragalus pseudohypogaeus  S.B.Ho
- Astragalus pseudoibicinus Maassoumi & Podlech
- Astragalus pseudoindurascens  Širj. & Rech.f.
- Astragalus pseudojagnobicus Podlech & L.R.Xu
- Astragalus pseudojohannis Maassoumi & Podlech
- Astragalus pseudokurrumensis  Širj. & Rech.f.
- Astragalus pseudomacrostachys  Maassoumi
- Astragalus pseudomahoschanicus  Podlech
- Astragalus pseudomultijugus Podlech
- Astragalus pseudomurinus Naderi Safar & Maassoumi
- Astragalus pseudonigrescens Maassoumi
- Astragalus pseudonobilis Popov
- Astragalus pseudoparalurges F.Ghahrem., Maassoumi, Bagheri & Podlech
- Astragalus pseudopellitus Podlech
- Astragalus pseudopersicus Podlech & Maassoumi
- Astragalus pseudopinetorum  Taeb, Özüdogru & Erik
- Astragalus pseudopurpureus  Gusul.
- Astragalus pseudoquisqualis Podlech
- Astragalus pseudorhacodes Gontsch.
- Astragalus pseudorigidulus  Podlech
- Astragalus pseudorobustus Podlech & Maassoumi
- Astragalus pseudoroseus N.Ulziykh.
- Astragalus pseudoscoparius  Gontsch.
- Astragalus pseudoshebarensis Podlech
- Astragalus pseudosinaicus Gazer & Podlech
- Astragalus pseudotataricus  Boriss.
- Astragalus pseudotauricola  (Ponert) Podlech
- Astragalus pseudotesticulatus Sanchir ex N.Ulziykh.
- Astragalus pseudotetrastichus M.N.Abdull.
- Astragalus pseudotitovii Podlech
- Astragalus pseudotomentellus Podlech
- Astragalus pseudotortuosus  Tietz & Zarre
- Astragalus pseudoutriger Grossh.
- Astragalus pseudoversicolor Y.C.Ho
- Astragalus pseudovulpinus Sanchir ex N.Ulziykh.
- Astragalus pseudozagrosicu s Maassoumi & Podlech
- Astragalus psilacanthus Boiss.
- Astragalus psilocentros Fisch.
- Astragalus psilodontius Boiss.
- Astragalus psiloglottis Steven ex DC.
- Astragalus psilolobus Puchkova
- Astragalus psilopus Schrenk
- Astragalus psilosepalus Podlech & L.R.Xu
- Astragalus psilostylus Bunge
- Astragalus pskemensis Popov
- Astragalus psoraloides Lam.
- Astragalus pterocarpus S.Watson
- Astragalus pterocephalus Bunge
- Astragalus ptilocephalus Baker
- Astragalus ptychophyllus Boiss.
- Astragalus pubentissimus Torr. & A.Gray
- Astragalus puberulus Ledeb.
- Astragalus pueblae M.E.Jones
- Astragalus pulcher Korovin
- Astragalus pullus N.D.Simpson
- Astragalus pulposus Popov
- Astragalus pulsiferae A.Gray
- Astragalus pulviniformis I.M.Johnst.
- Astragalus punae I.M.Johnst.
- Astragalus punctatus Bunge
- Astragalus pungens Willd.
- Astragalus puniceus Osterh.
- Astragalus purpurascens Bunge
- Astragalus purpurinus (Y.C.Ho) Podlech & L.R.Xu
- Astragalus purpusii M.E.Jones
- Astragalus purshii Douglas ex G.Don
- Astragalus pushtashanicus C.C.Towns.
- Astragalus pusillus Vogel
- Astragalus pycnocephalus Fisch.
- Astragalus pycnocladoides Hausskn. ex Bornm.
- Astragalus pycnolobus Bunge
- Astragalus pycnostachyus A.Gray
- Astragalus pyrrhotrichus Boiss.
- Astragalus qaratchaicus Maassoumi, Ghahrem. & Javadi
- Astragalus qeydarnabiensis  Bagheri, F.Ghahrem. & Maassoumi
- Astragalus qingheensis Y.X.Liou
- Astragalus qitaiensis Podlech & L.R.Xu
- Astragalus qohestanicus Nasseh & Maassoumi
- Astragalus qorvehensis Podlech
- Astragalus qoturensis Podlech
- Astragalus quinqueflorus S.Watson
- Astragalus quinquefoliolatus Bunge
- Astragalus quisqualis Bunge
- Astragalus racemosus Pursh
- Astragalus raddei Basil.
- Astragalus radicans Hornem.
- Astragalus rafaelensis M.E.Jones
- Astragalus rahiminejadii Ranjbar
- Astragalus ramitensis Rassulova
- Astragalus raphaelis G.Ferro
- Astragalus raphiodontus Boiss.
- Astragalus rariflorus Ledeb.
- Astragalus rarissimus Popov
- Astragalus rashedmohasselii Nasseh
- Astragalus rassoulii Podlech
- Astragalus rassulovae Podlech
- Astragalus raswendicus Hausskn. & Bornm.
- Astragalus rattanii A.Gray
- Astragalus ravenii Barneby
- Astragalus rawianus C.C.Towns.
- Astragalus rawlinsianus Aitch. & Baker
- Astragalus razensis Nasseh & Joharchi
- Astragalus recognitus Fisch.
- Astragalus reconditus Podlech & Maassoumi
- Astragalus recurvatus Podlech
- Astragalus recurvus Greene
- Astragalus reduncus Pall.
- Astragalus reesei Maire
- Astragalus reflexistipulus  Miq.
- Astragalus reflexus Torr. & A.Gray
- Astragalus refractus C.A.Mey.
- Astragalus regestus Maassoumi
- Astragalus regiomontanus Barneby
- Astragalus reichei Speg.
- Astragalus reinii Ball
- Astragalus remanens Nabiev
- Astragalus remotiflorus Boiss.
- Astragalus remotijugus Boiss. & Hohen.
- Astragalus remotispicatus Bagheri & Maassoumi
- Astragalus remotus (M.E.Jones) Barneby
- Astragalus renzianus Podlech
- Astragalus renzii Hub.-Mor.
- Astragalus repentinus Ekící & Podlech
- Astragalus reshadianus Podlech
- Astragalus retamocarpus Boiss. & Hohen.
- Astragalus reticulatovenos us Maassoumi & Podlech
- Astragalus reticulatus M.Bieb.
- Astragalus retusifoliatus Y.C.Ho
- Astragalus reuterianus Boiss.
- Astragalus reventiformis (Rydb.) Barneby
- Astragalus reventus A.Gray
- Astragalus reverdattoanus Sumnev.
- Astragalus rhabdophorus Bornm.
- Astragalus rhacodes Bunge
- Astragalus rhizanthus Benth.
- Astragalus rhizocephalus Baker
- Astragalus rhodochrous Boiss. & Hausskn.
- Astragalus rhododendrophilus Podlech & L.R.Xu
- Astragalus rhodosemius Boiss. & Hausskn.
- Astragalus richii A.Gray
- Astragalus rigidulus Benth. ex Bunge
- Astragalus rijabensis Maassoumi, Mozaff. & Bagheri
- Astragalus rimarum Bornm.
- Astragalus riouxii Rech.f.
- Astragalus riparius Barneby
- Astragalus ripleyi Barneby
- Astragalus robbinsii (Oakes) A.Gray
- Astragalus robustus Bunge
- Astragalus roemeri Simonk.
- Astragalus roessleri Podlech
- Astragalus rollovii Grossh.
- Astragalus romasanus Ulbr.
- Astragalus rosae Kirchhoff
- Astragalus roschanicus B.Fedtsch.
- Astragalus rosellus Širj. & Rech.f.
- Astragalus roseocalycinus V.A.Matthews
- Astragalus roseus Ledeb.
- Astragalus rostratus C.A.Mey.
- Astragalus rotundus Gontsch.
- Astragalus rousseanus Boiss.
- Astragalus rubellus Gontsch.
- Astragalus rubescens Kovalevsk. & Vved.
- Astragalus rubicalyx Maassoumi
- Astragalus rubicundus Podlech & Sytin
- Astragalus rubriflorus Bunge
- Astragalus rubrifolius V.V.Nikitin ex Kovalevsk.
- Astragalus rubrigalli Popov
- Astragalus rubriphysa Maassoumi & Khorrami
- Astragalus rubrivenosus Gontsch.
- Astragalus rubrocalycinus Maassoumi & Podlech
- Astragalus rubrolineatus Širj. & Rech.f.
- Astragalus rubromarginatus Czerniak.
- Astragalus rubrostriatus Bunge
- Astragalus rubtzovii Boriss.
- Astragalus rudimentus Maassoumi
- Astragalus rudolffii N.Ulziykh.
- Astragalus rufescens Freyn & Bornm.
- Astragalus ruiz-lealii I.M.Johnst.
- Astragalus rumelicus Bunge
- Astragalus rumpens Meffert
- Astragalus runemarkii Maassoumi & Podlech
- Astragalus rupertii Villarreal & M.A.Carranza
- Astragalus rupifragiformis  Popov
- Astragalus rupifragus Pall.
- Astragalus rusbyi Greene
- Astragalus ruscifolius Boiss.
- Astragalus russanovii F.O.Khass., Sarybaeva & Esankulov
- Astragalus russellii Banks & Sol.
- Astragalus rytidocarpus Ledeb.
- Astragalus rytyensis Stepants.
- Astragalus rzaevii Grossh.
- Astragalus saadatabadensis  Podlech
- Astragalus sabetii Podlech & Maassoumi
- Astragalus sabuletorum Ledeb.
- Astragalus sabulonum A.Gray
- Astragalus sabulosus M.E.Jones
- Astragalus sabzakensis Kirchhoff
- Astragalus sabzevarensis Podlech & Zarre
- Astragalus saccatus Boiss.
- Astragalus saccocalyx Schrenk
- Astragalus sachalinensis Bunge
- Astragalus sachanewii Širj.
- Astragalus sachokianus Grossh.
- Astragalus sadiensis Podlech, L.R.Xu & C.Y.Chang
- Astragalus saetiger Becht
- Astragalus safavii Podlech & Maassoumi
- Astragalus saganlugensis Trautv.
- Astragalus sagastaigolensi s N.Ulziykh. ex Podlech & L.R.Xu
- Astragalus sagasteguii Gómez-Sosa
- Astragalus sagitticarpus A.E.Estrada, Villarreal & Encina
- Astragalus saharae Pomel
- Astragalus sahendi Buhse ex Fisch.
- Astragalus saichanensis Sanchir
- Astragalus saidii F.O.Khass. & Esankulov
- Astragalus salangensis Podlech
- Astragalus salatavicus Bunge
- Astragalus salavatabadensis Podlech
- Astragalus salehabadensis Ranjbar & Zarin
- Astragalus salmakiae Podlech & Zarre
- Astragalus salmonis M.E.Jones
- Astragalus salsugineus Kar. & Kir.
- Astragalus sanandajianus Tietz
- Astragalus sanctae-crucis Speg.
- Astragalus sanctorum Barneby
- Astragalus sanctus Boiss.
- Astragalus sanczirii N.Ulziykh.
- Astragalus sangcharakensis  Podlech
- Astragalus sangesuricus Boriss.
- Astragalus sangimashensis Rech.f.
- Astragalus sangonensis Širj. & Rech.f.
- Astragalus sanguineus Rydb.
- Astragalus sanguinolentus M.Bieb. – traganek krwisty
- Astragalus sanjappae L.B.Chaudhary & Z.H.Khan
- Astragalus saphronovae Kulikov
- Astragalus sarabensis Maassoumi & Podlech
- Astragalus sarae Eig
- Astragalus saralensis Gontsch.
- Astragalus saratagius Bunge
- Astragalus sarbasnensis B.Fedtsch.
- Astragalus sarchanensis Gontsch.
- Astragalus sarcocolla Dymock
- Astragalus saremii Maassoumi
- Astragalus sarikamishensis  Podlech
- Astragalus sarygorensis Rassulova
- Astragalus sarytavicus Popov
- Astragalus sarzehensis Ranjbar
- Astragalus sata-kandaoensis Podlech
- Astragalus satoi Kitag.
- Astragalus satteotoichos Gontsch.
- Astragalus saurinus Barneby
- Astragalus savanatensis Ranjbar, Vitek & Mahmoudian
- Astragalus savellanicus Podlech
- Astragalus saxifractor Rech.f. & Gilli
- Astragalus saxorum N.D.Simpson
- Astragalus scaberrimus Bunge
- Astragalus scabrifolius Boiss.
- Astragalus scabrisetus Bong.
- Astragalus scalaris S.Watson
- Astragalus scaphoides (M.E.Jones) Rydb.
- Astragalus scapiger Ranjbar & Maassoumi
- Astragalus schachdarinus Lipsky
- Astragalus schachimardanus  Basil.
- Astragalus schahrudensis Bunge
- Astragalus schanginianus Pall.
- Astragalus schelichowii Turcz.
- Astragalus schemachensis Karjagin
- Astragalus scheremetevianus O.Fedtsch.
- Astragalus schimperi Boiss.
- Astragalus schinetorum Barneby
- Astragalus schizopterus Boiss.
- Astragalus schizotropis Murb.
- Astragalus schmakovii Skatschko
- Astragalus schmalhausenii Bunge
- Astragalus schmidii Podlech
- Astragalus schmolliae Ced.Porter
- Astragalus scholerianus Bornm.
- Astragalus schottianus Boiss.
- Astragalus schrenkianus Fisch. & C.A.Mey.
- Astragalus schugnanicus B.Fedtsch.
- Astragalus schumilovae Polozhij
- Astragalus schutensis Gontsch.
- Astragalus sciadophorus Franch.
- Astragalus sciureus Boiss. & Hohen.
- Astragalus sclerocarpus A.Gray
- Astragalus sclerocladus Bunge
- Astragalus scleropodius Ledeb.
- Astragalus scleroxylon Bunge
- Astragalus scopaeformis Ledeb.
- Astragalus scoparius Schrenk
- Astragalus scopulorum Porter
- Astragalus scorpioides Pourr. ex Willd.
- Astragalus scorpiurus Bunge
- Astragalus scutaneus Barneby
- Astragalus secretus Podlech & L.R.Xu
- Astragalus secundiflorus Rassulova
- Astragalus sedaensis Y.C.Ho
- Astragalus segregatus Zarre & Podlech
- Astragalus seidabadensis Bunge
- Astragalus semenovii Bunge
- Astragalus semicircularis P.C.Li
- Astragalus semideserti Gontsch.
- Astragalus semilunatus Podlech
- Astragalus semiromensis Podlech & Maassoumi
- Astragalus semnanensis Bornm. & Rech.f.
- Astragalus sempervirens Lam. – traganek zimozielony
- Astragalus senilis Bornm.
- Astragalus sepultipes (Barneby) Barneby
- Astragalus serenoi (Kuntze) E.Sheld.
- Astragalus sericeocanus Gontsch.
- Astragalus sericeopuberulus Boriss.
- Astragalus sericoleucus A.Gray
- Astragalus sericopetalus Trautv.
- Astragalus sericophyllus Griseb.
- Astragalus sericostachys Stocks
- Astragalus serpens M.E.Jones
- Astragalus serpentinicola H.Duman & Ekim
- Astragalus sesameus L.
- Astragalus sesamoides Boiss.
- Astragalus sesquiflorus S.Watson
- Astragalus sessiliflorus Podlech & Zarre
- Astragalus setosulus Gontsch.
- Astragalus setsureianus Nakai
- Astragalus setulosus Boiss. & Balansa
- Astragalus sevangensis Grossh.
- Astragalus sewertzowii Bunge
- Astragalus shabilensis Podlech & Maassoumi
- Astragalus shaerqinensis L.Liu & Z.Y.Li
- Astragalus shagalensis Grossh.
- Astragalus shahinii Podlech & Maassoumi
- Astragalus shahsavaranicus  Maassoumi
- Astragalus shahsavarii Maassoumi & Podlech
- Astragalus sharestanicus Podlech & I.Deml
- Astragalus shatuensis Podlech
- Astragalus shebarensis Podlech
- Astragalus shehbazii Zarre & Podlech
- Astragalus sheldonii (Rydb.) Barneby
- Astragalus shelkovnikovii Grossh.
- Astragalus sherriffii Podlech
- Astragalus shevockii Barneby
- Astragalus shinanensis Ohwi
- Astragalus shiroumaensis Makino
- Astragalus shogotensis Podlech
- Astragalus shortianus Nutt.
- Astragalus shuturunkuhensis Podlech
- Astragalus siahcheshmehensis Maassoumi & Podlech
- Astragalus siahderrensis Širj. & Rech.f.
- Astragalus sibthorpianus Boiss.
- Astragalus sichuanensis L.Meng, X.Y.Zhu & P.K.Hsiao
- Astragalus siculus Biv.
- Astragalus sieberi DC.
- Astragalus sieversianus Pall.
- Astragalus sigmoideus Bunge
- Astragalus sikkimensis Benth. ex Bunge
- Astragalus sikokianus Nakai
- Astragalus siliceus Barneby
- Astragalus silifkeense Dinç, Aytaç & Dogu
- Astragalus siliquosus Boiss.
- Astragalus silvisteppaceus  Knjaz.
- Astragalus simakanensis Maassoumi & Hatami
- Astragalus similissimus Podlech & Zarre
- Astragalus simonii Hub.-Mor.
- Astragalus simplicifolius (Nutt.) A.Gray
- Astragalus sinaicus Boiss.
- Astragalus sinaloae Barneby
- Astragalus singarensis Boiss. & Hausskn.
- Astragalus sinicus L.
- Astragalus sinkiangensis Podlech & L.R.Xu
- Astragalus sinuatus Piper
- Astragalus sirinicus Ten.
- Astragalus sirjaevii Zarre, Maassoumi & Podlech
- Astragalus sisakhtianus Podlech & Maassoumi
- Astragalus sisyrodytes Bunge
- Astragalus sitiens Bunge
- Astragalus sivendicus Podlech & Maassoumi
- Astragalus skvortsovii Sytin & L.V.Rjaz.
- Astragalus skythropos Bunge
- Astragalus smithianus E.Peter
- Astragalus sobolevskiae Polozhij
- Astragalus sogdianus Bunge
- Astragalus sogotensis Lipsky
- Astragalus sohrevardianus Bagheri, Maassoumi & F.Ghahrem.
- Astragalus sojakii Podlech
- Astragalus solandri Lowe
- Astragalus solitarius M.Peck
- Astragalus somcheticus K.Koch
- Astragalus sophoroides M.E.Jones
- Astragalus sorgerae Hub.-Mor. & D.F.Chamb.
- Astragalus sosnowskyi Grossh.
- Astragalus souliei N.D.Simpson
- Astragalus soxmaniorum Lundell
- Astragalus spachianiformis  Podlech & Maassoumi
- Astragalus spachianus Boiss. & Buhse
- Astragalus spaldingii A.Gray
- Astragalus sparsiflorus A.Gray
- Astragalus sparsipilis Hub.-Mor. & D.F.Chamb.
- Astragalus sparsus Decne.
- Astragalus spartioides Kar. & Kir.
- Astragalus spatulatus E.Sheld.
- Astragalus speciosissimus Pavlov
- Astragalus speciosus Boiss. & Hohen.
- Astragalus spectabilis Schischk.
- Astragalus spegazzinii I.M.Johnst.
- Astragalus speirocarpus A.Gray
- Astragalus spellenbergii A.E.Estrada, S.González & Villarreal
- Astragalus sphaeranthus Boiss.
- Astragalus sphaerocystis Bunge
- Astragalus sphaerophysa Kar. & Kir.
- Astragalus spinosus (Forssk.) Muschl.
- Astragalus spitzenbergeri Podlech
- Astragalus splendidissimus  Širj. & Rech.f.
- Astragalus sprucei I.M.Johnst.
- Astragalus spruneri Boiss.
- Astragalus spryginii Popov
- Astragalus squarrosus Bunge
- Astragalus stalinskyi Širj.
- Astragalus steinbergianus Sumnev.
- Astragalus steinerianus Podlech
- Astragalus stella L.
- Astragalus stenanthus Bunge
- Astragalus stenocarpus Gontsch.
- Astragalus stenoceras C.A.Mey.
- Astragalus stenoceroides Boriss.
- Astragalus stenocystis Bunge
- Astragalus stenolepis Fisch.
- Astragalus stenopterus Širj. & Rech.f.
- Astragalus stenosemioides Bornm. ex D.F.Chamb. & V.A.Matthews
- Astragalus stenosemius Boiss. & Noë
- Astragalus stenostegius Boiss. & Hausskn.
- Astragalus stepporum Podlech
- Astragalus stevenianus DC.
- Astragalus stewartii Baker
- Astragalus stipitatus Benth. ex Bunge
- Astragalus stipulatus D.Don ex Sims
- Astragalus stocksii Benth. ex Bunge
- Astragalus storozhevae Knjaz.
- Astragalus straturensis M.E.Jones
- Astragalus straussii Hausskn. ex Bornm.
- Astragalus striatiflorus M.E.Jones
- Astragalus strictifolius Boiss.
- Astragalus strictissimus Podlech & Zarre
- Astragalus strictus Benth.
- Astragalus stridii Kit Tan
- Astragalus strigillosus Bunge
- Astragalus strigosostipula tus Rech.f. & Köie
- Astragalus strigulosus Kunth
- Astragalus subalpinus Boiss. & Buhse
- Astragalus subansiriensis Podlech
- Astragalus subarcuatus Popov
- Astragalus subaspadanus Maassoumi, F.Ghahrem. & Bagheri
- Astragalus subauriculatus Gontsch.
- Astragalus subbijugus Ledeb.
- Astragalus subbrevidens Maassoumi
- Astragalus subcaracugensis  Sitpaeva
- Astragalus subcaulescens Ledeb.
- Astragalus subcinereus A.Gray
- Astragalus suberosus Banks & Sol.
- Astragalus subexcedens Gontsch.
- Astragalus subglaberrimus Podlech & Maassoumi
- Astragalus subhanensis Ghahr.-Nejad & Behçet
- Astragalus subinduratus Gontsch.
- Astragalus subkohrudicus Maassoumi, F.Ghahrem. & Bagheri
- Astragalus sublaguriformis  Bagheri, Maassoumi & F.Ghahrem.
- Astragalus submaculatus Boriss.
- Astragalus submitis Boiss. & Hohen.
- Astragalus submontanus Podlech
- Astragalus subpenicillatus  Podlech
- Astragalus subpentanthus Maassoumi & Podlech
- Astragalus subrecognitus Bagheri, Maassoumi & F.Ghahrem.
- Astragalus subrosulariformis rj. & Rech.f.
- Astragalus subrosularis Gontsch.
- Astragalus subscaposus Popov ex Boriss.
- Astragalus subschachimarda nus Popov
- Astragalus subsecundus Boiss. & Hohen.
- Astragalus subspinescens Popov
- Astragalus subspongocarpus  Ovcz. & Rassulova
- Astragalus substenoceras Boriss.
- Astragalus substipitatus Gontsch.
- Astragalus subternatus Pavlov
- Astragalus subtrijugus Popov
- Astragalus subuliformis DC.
- Astragalus subumbellatus Klotzsch
- Astragalus subverticillatus Gontsch.
- Astragalus subvestitus (Jeps.) Barneby
- Astragalus succumbens Douglas ex Hook.
- Astragalus suffalcatus Bunge
- Astragalus sufianicus Podlech & Sytin
- Astragalus sulcatus L.
- Astragalus sulfuratus Širj. & Rech.f.
- Astragalus suluklensis Freyn & Sint.
- Astragalus sumarensis Maassoumi
- Astragalus sumbari Popov
- Astragalus sumneviczii Pavlov
- Astragalus sungpanensis E.Peter
- Astragalus superfluus Rech.f. & Köie
- Astragalus supervisus (Kuntze) E.Sheld.
- Astragalus supinus C.A.Mey. ex Bunge
- Astragalus supralaevis Podlech & L.R.Xu
- Astragalus surchobi Gontsch.
- Astragalus surugensis Boiss. & Hausskn.
- Astragalus suserianus Podlech & Ekici
- Astragalus susianus Boiss.
- Astragalus sutchuenensis Franch.
- Astragalus swatensis Podlech & Zarre
- Astragalus sympileicalycin us Maassoumi & Nasseh
- Astragalus sympileicarpus Rech.f.
- Astragalus syreitschikovii  Pavlov
- Astragalus syriacus L.
- Astragalus syringus D.F.Chamb.
- Astragalus szovitsii Fisch. & C.A.Mey.
- Astragalus tabrizianus Fisch.
- Astragalus tacorensis Gómez-Sosa
- Astragalus tadmorensis Eig & Sam.
- Astragalus taebiae Zarre & Podlech
- Astragalus tahbaziae Zarre & Podlech
- Astragalus taipaishanensis  C.Y.Ho & S.B.Ho
- Astragalus taiyuanensis S.B.Ho
- Astragalus takharensis Podlech
- Astragalus takhtadzhjanii Grossh.
- Astragalus talasseus Boiss. & Balansa
- Astragalus talassicus Popov
- Astragalus taldycensis Franch.
- Astragalus taleshensis Bidarlord, F.Ghahrem. & Maassoumi
- Astragalus talimansurensis Širj. & Rech.f.
- Astragalus tamiricus N.Ulziykh.
- Astragalus tanaiticus K.Koch
- Astragalus tanchasii Gontsch.
- Astragalus taochius Woronow
- Astragalus tarijensis Wedd.
- Astragalus tarumensis Širj. & Rech.f.
- Astragalus taschkendicus Bunge
- Astragalus taschkutanus V.A.Nikitin
- Astragalus tatjanae Lincz.
- Astragalus tatlii Pemen
- Astragalus taubertianus Asch. & Barbey ex E.A.Durand & Barratte
- Astragalus tauricola Boiss.
- Astragalus tavakolii Maassoumi
- Astragalus tawilicus C.C.Towns.
- Astragalus taygeteus Jim.Perss. & Strid
- Astragalus teberdensis Grossh. ex Fed.
- Astragalus tecti-mundi Freyn
- Astragalus tefreschensis Hausskn. ex Bornm.
- Astragalus tegetarioides M.E.Jones
- Astragalus tegulensis Bacch. & Brullo
- Astragalus teheranicus Boiss. & Hohen.
- Astragalus tehuelches Speg.
- Astragalus tekabensis Maassoumi & Maroofi
- Astragalus tekesensis S.B.Ho
- Astragalus tekessicus Bajtenov
- Astragalus temirensis Popov
- Astragalus tenellus Pursh
- Astragalus tener A.Gray
- Astragalus tennesseensis A.Gray ex Chapm.
- Astragalus tenuicaulis Bunge
- Astragalus tenuiramosus Podlech & Zarre
- Astragalus tenuis Turcz.
- Astragalus tenuiscapus Freyn & Bornm.
- Astragalus tenuissimus Zarre & Podlech
- Astragalus tephrodes A.Gray
- Astragalus tephrolobus Bunge
- Astragalus tephrosioides Boiss.
- Astragalus terekliensis Gontsch.
- Astragalus terektensis Fisjun
- Astragalus tergeminus (Knjaz., Kulikov & E.G.Philippov) Knjaz.
- Astragalus termeanus Maassoumi & Podlech
- Astragalus terminalis S.Watson
- Astragalus terraccianoi Vals.
- Astragalus terrae-rubrae Butkov
- Astragalus terrestris Kitam.
- Astragalus teskhemicus Sytin & Shaulo
- Astragalus tesquorum Podlech & L.R.Xu
- Astragalus testiculatus Pall.
- Astragalus tetrapterus A.Gray
- Astragalus tetrastichus Bunge
- Astragalus tetuanensis Podlech
- Astragalus thaumasios Podlech
- Astragalus thermensis Vals.
- Astragalus thlaspi Lipsky
- Astragalus thomsonii Podlech
- Astragalus thracicus Griseb.
- Astragalus thurberi A.Gray
- Astragalus tibetanus Benth. ex Bunge
- Astragalus tibeticola Podlech & L.R.Xu
- Astragalus tidestromii (Rydb.) Clokey
- Astragalus tiehmii Barneby
- Astragalus tietziae Ghahr. & Zarre
- Astragalus tigridis Boiss.
- Astragalus tioides (Rydb.) Barneby
- Astragalus titanophilus Barneby
- Astragalus titovii Gontsch.
- Astragalus tmoleus Boiss.
- Astragalus toanus M.E.Jones
- Astragalus tokachiensis T.Yamaz. & Kadota
- Astragalus toksunensis S.B.Ho
- Astragalus tolmaczevii Jurtzev
- Astragalus tolucanus B.L.Rob. & Seaton
- Astragalus tomentellus Podlech
- Astragalus tongolensis Ulbr.
- Astragalus toppinianus Ali
- Astragalus toquimanus Barneby
- Astragalus torbathaydariyehensis Ranjbar & Zarin
- Astragalus tortipes J.L.Anderson & J.M.Porter
- Astragalus tortuosus DC.
- Astragalus touranicus Freitag & Podlech
- Astragalus townsendii Zarre, Maassoumi & Podlech
- Astragalus trabzonicus Ekící, Aytaç & Akan
- Astragalus trachoniticus Post
- Astragalus trachyacanthos Fisch.
- Astragalus trachycarpus Gontsch.
- Astragalus trachytrichus Bunge
- Astragalus tragacantha L.
- Astragalus transecticola Podlech & L.R.Xu
- Astragalus transjordanicus  Sam. ex Rech.f.
- Astragalus transnominatus M.N.Abdull.
- Astragalus transoxanus F.G.L.Fisch.
- Astragalus traskiae Eastw.
- Astragalus tremolsianus Pau
- Astragalus tribuloides Delile
- Astragalus tricarinatus A.Gray
- Astragalus trichanthus Golosk.
- Astragalus trichocarpus Benth.
- Astragalus tricholobus DC.
- Astragalus trichopodus (Nutt.) A.Gray
- Astragalus trichostigma Bunge
- Astragalus tridactylicus A.Gray
- Astragalus triflorus (DC.) A.Gray
- Astragalus trifoliatus Phil.
- Astragalus trifoliolatus Boiss.
- Astragalus trigonocarpus (Turcz.) Bunge
- Astragalus trigonus DC.
- Astragalus trijugus Podlech & L.R.Xu
- Astragalus trimestris L.
- Astragalus triradiatus Bunge
- Astragalus troglodytus S.Watson
- Astragalus truncatoalatus Širj. & Rech.f.
- Astragalus tsangpoensis Podlech & L.R.Xu
- Astragalus tscharynensis Popov
- Astragalus tschimganicus Popov
- Astragalus tschujensis Bunge
- Astragalus tshegemensis Galushko
- Astragalus tugarinovii Basil.
- Astragalus tulinovii B.Fedtsch.
- Astragalus tumbatsica C.Marquand & Airy Shaw
- Astragalus tumninensis Pavlova & Bassargin
- Astragalus tuna-ekimii Adigüzel
- Astragalus tungensis N.D.Simpson
- Astragalus tupalangi Gontsch.
- Astragalus turajgyricus Golosk.
- Astragalus turbinatus Bunge
- Astragalus turcicus Sümbül
- Astragalus turcomanicus (Bunge) Bunge
- Astragalus turczaninowii Kar. & Kir.
- Astragalus turgidus R.R.Rao & Balodi
- Astragalus turkestanus Bunge ex Boiss.
- Astragalus turkman-chaiensis Maassoumi, Mozaff. & Ramezani
- Astragalus turkmenensis Dural, Tugay & Ertugrul
- Astragalus turkmenorum (Boriss.) Širj.
- Astragalus turolensis Pau
- Astragalus tuyehensis Ghahr., Maassoumi & Ghahr.-Nejad
- Astragalus tweedyi Canby
- Astragalus tyghensis M.Peck
- Astragalus tymphresteus Boiss. & Spruner
- Astragalus typhiformis Maassoumi
- Astragalus tyttocarpus Gontsch.
- Astragalus ucrainicus Popov & Klokov
- Astragalus ugamicus Popov
- Astragalus uhlwormianus Freyn & Bornm.
- Astragalus uliginosus L. – traganek bagienny
- Astragalus ulrichianus Podlech
- Astragalus ulziykhutagii Sytin
- Astragalus umbellatus Bunge
- Astragalus umbraticus E.Sheld.
- Astragalus unalii Çeçen, Aytaç & H.Misirdali
- Astragalus uncialis Barneby
- Astragalus uniflorus DC.
- Astragalus unifoliatus Bunge
- Astragalus unijugus Bunge
- Astragalus unilateralis Kar. & Kir.
- Astragalus unilocularis Kamelin & Pachom.
- Astragalus uninodis Popov & Vved.
- Astragalus uraniolimneus Boiss.
- Astragalus urbanianus Ulbr.
- Astragalus urbanus Podlech & Maassoumi
- Astragalus urgunensis Podlech
- Astragalus urgutinus Lipsky
- Astragalus urmiensis Bunge
- Astragalus urunguensis N.Ulziykh.
- Astragalus ustiurtensis Bunge
- Astragalus utahensis (Torr.) Torr. & A.Gray
- Astragalus utriger Pall.
- Astragalus uttaranchalensis L.B.Chaudhary & Z.H.Khan
- Astragalus vaccarum A.Gray
- Astragalus vaginans DC.
- Astragalus vaginatus Pall.
- Astragalus vagus (Clos) Reiche
- Astragalus valdeviolaceus Brullo, Giusso & Musarella
- Astragalus valerianensis I.M.Johnst.
- Astragalus valerii N.Ulziykh.
- Astragalus vallaris M.E.Jones
- Astragalus vallestris Kamelin
- Astragalus vallicoides A.P.Khokhr.
- Astragalus vallicola Gontsch.
- Astragalus vallis-astoris Podlech & Zarre
- Astragalus vanillae Boiss.
- Astragalus vardziae Kharadze & Chinth.
- Astragalus variabilis Bunge ex Maxim.
- Astragalus variegatus Franch.
- Astragalus varius S.G.Gmel.
- Astragalus varus (J.F.Macbr.) Gómez-Sosa
- Astragalus varzobicus Gontsch.
- Astragalus vassilczenkoanus Golosk.
- Astragalus vassilczenkoi Berdyev
- Astragalus vavilovii Fed. & Tamamsch.
- Astragalus vegetior Gontsch.
- Astragalus vegetus Bunge
- Astragalus veiskaramii Zarre, Podlech & Sabaii
- Astragalus velatus Trautv.
- Astragalus velenovskyi Nábelek
- Astragalus venturii I.M.Johnst.
- Astragalus venulosus Boiss.
- Astragalus vepres Zarre & Podlech
- Astragalus verae Širj.
- Astragalus veresczaginii Krylov & Sumnev.
- Astragalus vereskensis Maassoumi & Podlech
- Astragalus vernaculus Podlech
- Astragalus verrucosus Moris
- Astragalus versicolor Pall.
- Astragalus versipilus Rech.f. & Köie
- Astragalus verticillatus (Phil.) Reiche
- Astragalus verus Olivier
- Astragalus vescus Podlech & L.R.Xu
- Astragalus vesicarius L.
- Astragalus vesiculosus Clos
- Astragalus vessaliae Maassoumi & Podlech
- Astragalus vestitus Boiss. & Heldr.
- Astragalus vexans Rech.f. & Köie
- Astragalus vexillaris Boiss.
- Astragalus vexilliflexus E.Sheld.
- Astragalus vicarius Lipsky
- Astragalus vicia Širj. & Rech.f.
- Astragalus vicinalis Zarre & Podlech
- Astragalus villosissimus Bunge
- Astragalus villosulus Podlech
- Astragalus villosus Michx.
- Astragalus virens Pavlov
- Astragalus viridiflavus N.Ulziykh.
- Astragalus viridiflorus Boriss.
- Astragalus viridiformis Širj.
- Astragalus viridis Bunge
- Astragalus viridissimus Freyn & Sint.
- Astragalus visibilis Podlech & L.R.Xu
- Astragalus visunicus Kuczer.
- Astragalus vladimiri-komarovii B.Fedtsch.
- Astragalus vogelii (Webb) Bornm.
- Astragalus volkii Rech.f.
- Astragalus vulcanicus Bornm.
- Astragalus vulnerariae DC.
- Astragalus vulpinus Willd.
- Astragalus vvedenskyi Popov
- Astragalus wachschi B.Fedtsch.
- Astragalus wagneri Bartl. ex Bunge
- Astragalus wardii A.Gray
- Astragalus waterfallii Barneby
- Astragalus webberi A.Gray
- Astragalus webbianus Benth.
- Astragalus weberbaueri Ulbr.
- Astragalus weddellianus (Kuntze) I.M.Johnst.
- Astragalus weirianus Aitch. & Baker
- Astragalus weixinensis Y.C.Ho
- Astragalus welshii Barneby
- Astragalus wendelboi I.Deml
- Astragalus wenquanensis S.B.Ho
- Astragalus werdermannii I.M.Johnst.
- Astragalus wetherillii M.E.Jones
- Astragalus whitneyi A.Gray
- Astragalus wiesneri Stapf ex Bornm.
- Astragalus wilhelminae I.Deml
- Astragalus williamsii Britton & Rydb.
- Astragalus willisii Popov
- Astragalus wilmottianus Stoj.
- Astragalus wingatanus S.Watson
- Astragalus winkleri Trautv.
- Astragalus wittmannii Barneby
- Astragalus wolgensis Bunge
- Astragalus wolungensis P.C.Li
- Astragalus woodruffii M.E.Jones
- Astragalus wootonii E.Sheld.
- Astragalus wrightii A.Gray
- Astragalus wulingensis Jia X.Li & X.L.Yu
- Astragalus wulumuquanus F.T.Wang & Tang ex K.T.Fu
- Astragalus wushanicus N.D.Simpson
- Astragalus xanthomeloides Korovin & Popov
- Astragalus xanthotrichos Ledeb.
- Astragalus xanthoxiphidiopsis Rech.f.
- Astragalus xerophiloides Podlech & Ekici
- Astragalus xerophilus Ledeb.
- Astragalus xijiangensis L.R.Xu & Y.H.Wu
- Astragalus xiphidioides Freyn & Sint.
- Astragalus xiphidiopsis Bornm.
- Astragalus xiphidium Bunge
- Astragalus xiphoides (Barneby) Barneby
- Astragalus xipholobus Popov
- Astragalus xitaibaicus (K.T.Fu) Podlech & L.R.Xu
- Astragalus xylocladus Rech.f. & Gilli
- Astragalus yamamotoi Miyabe & Tatew.
- Astragalus yanerwoensis Podlech & L.R.Xu
- Astragalus yangchangii Podlech & L.R.Xu
- Astragalus yangii C.Chen & Zi G.Qian
- Astragalus yangtzeanus N.D.Simpson
- Astragalus yazdii (Vassilcz.) Podlech & Maassoumi
- Astragalus yechengensis Podlech & L.R.Xu
- Astragalus yidunensis Podlech
- Astragalus yildirimlii Aytaç & Ekici
- Astragalus yilmazii Aytaç & M.Ekící
- Astragalus yoder-williamsii Barneby
- Astragalus yosiianus Kitam.
- Astragalus yukselii Karaman & Aytaç
- Astragalus yumenensis S.B.Ho
- Astragalus yunnanensis Franch.
- Astragalus yunningensis H.T.Tsai & T.T.Yu
- Astragalus yuralicus Boiss.
- Astragalus yushensis Sabaii, Zarre & Podlech
- Astragalus yutianensis Podlech & L.R.Xu
- Astragalus zaaminensis F.O.Khass. & Esankulov
- Astragalus zacatecanus (Rydb.) Barneby
- Astragalus zacharensis Bunge
- Astragalus zachlensis Bunge
- Astragalus zadaensis Podlech & L.R.Xu
- Astragalus zagrosicus Boiss. & Hausskn.
- Astragalus zaissanensis Sumnev.
- Astragalus zangooeianus Maassoumi, Safavi & Nasseh
- Astragalus zanjanensis Podlech & Maassoumi
- Astragalus zanskarensis Benth. ex Bunge
- Astragalus zaprjagaevii Gontsch.
- Astragalus zaraensis Podlech
- Astragalus zarokoensis Rassulova
- Astragalus zarreanus Ranjbar
- Astragalus zayuensis C.C.Ni & P.C.Li
- Astragalus zederbaueri Stadlm.
- Astragalus zerabulaki Popov
- Astragalus zerdanus Boiss.
- Astragalus zhiganicus L.Kuznetsova
- Astragalus zhouquinus K.T.Fu
- Astragalus ziaratensis Podlech
- Astragalus zingeri Korsh.
- Astragalus zionis M.E.Jones
- Astragalus zoharyi Eig
- Astragalus zoshkensis Ghahr.-Nejad
- Astragalus zurmatensis Podlech & Zarre